# Islam in Dagestan

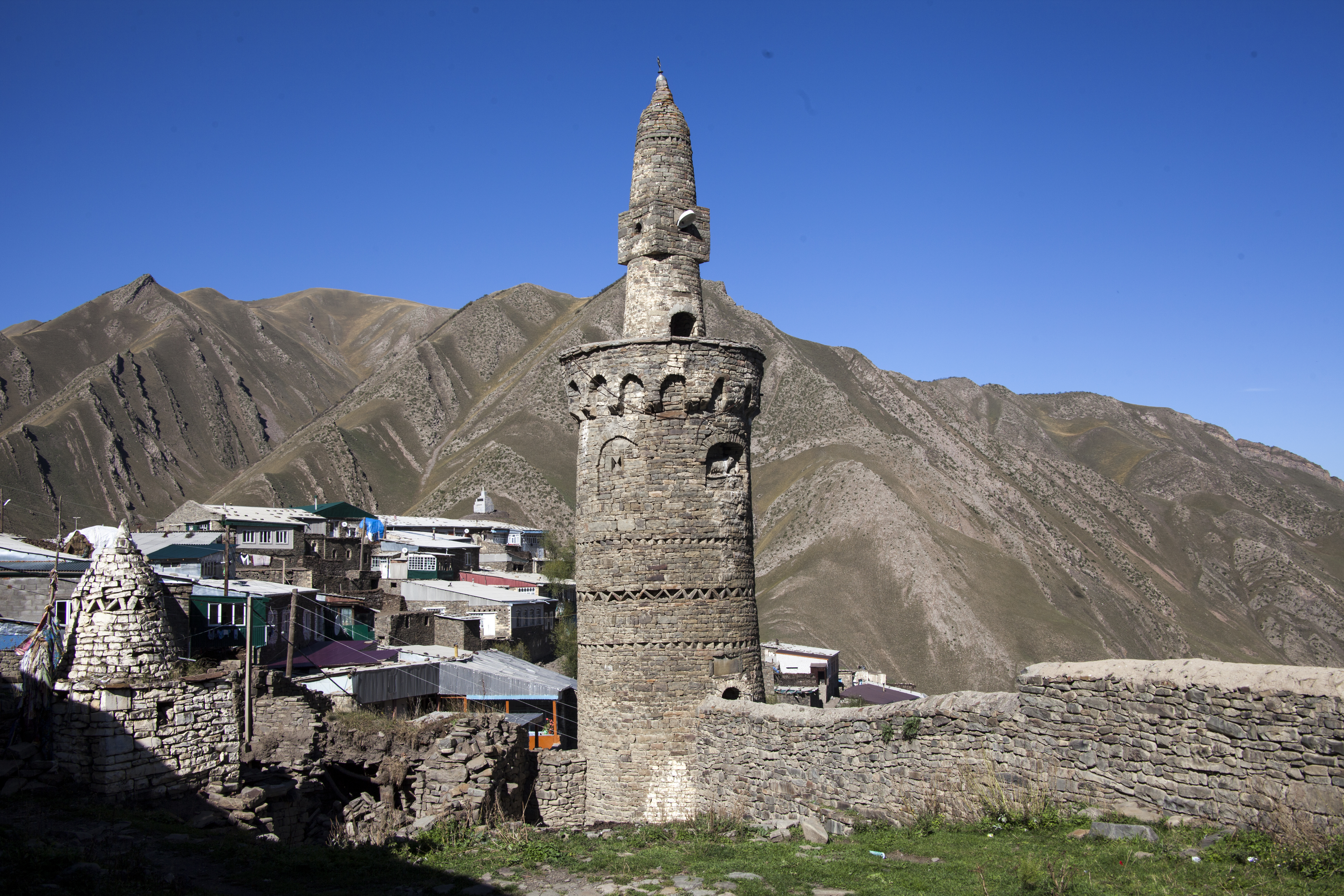
Das Minarett von Ritscha im Aghulischen Distrikt von Dagestan

Der Islam ist in Dagestan die Religionszugehörigkeit der absoluten Mehrheit der Bevölkerung. Ungefähr 94 Prozent der Bewohner Dagestans gelten als ethnische Muslime. Die lokale Form des Islams ist traditionell von der schafiitischen Rechtsschule und vom Sufismus geprägt. Die sufische Prägung des dagestanischen Islams manifestiert sich unter anderem in Form von Ziyāra-Wallfahrten zu lokalen Heiligtümern. Im Jahre 2006 waren mehr 200 solcher Ziyāra-Heiligtümer aktiv, die zahlreiche Pilger aus ganz Dagestan anzogen. Zwar hat der Islam in Dagestan eine über 1.300 Jahre lange Geschichte, doch erlangte er erst gegen Ende des 16. Jahrhunderts in allen dagestanischen Herrschaftsgebieten und Gemeindezusammenschlüssen den Status einer offiziellen Religion.

## Gegenwärtige Situation

### Binnendifferenzierung des Islams in Dagestan
Die meisten Muslime Dagestans sind Sunniten und folgen der schafiitischen Lehrrichtung, allerdings sind die Nogaier und manche Kumyken Hanafiten. Die Aseris in Derbent, Machatschkala und in den Rajonen Chassawjurt, Derbent und Kisljar sowie die Lesgier des Dorfes Miskinja im Rajon Dokuzparin sind dschaʿfaritische Schiiten. Insgesamt beträgt die Anzahl der Schiiten in Dagestan 45.000 (2002).
Der Islam in Dagestan ist traditionell stark vom Sufismus geprägt, der in verschiedene Orden und wird genannte Ordenszweige gegliedert ist. Am stärksten ist der Naqschbandīya-Orden verbreitet. Von den 20 Sufi-Scheichen, die 2006 am Leben waren, gehörten 15 diesem Orden an. Von den verschiedenen Zweigorden, in denen sich die Naqschbandīya gliedert, sind im heutigen Dagestan hauptsächlich die Mahmūdīya und die Chālidīyaim vertreten. Daneben hat der Qādirīya-Orden eine deutliche Präsenz. Anfang des 20. Jahrhunderts führte Sayfullah-Qadi Bashlarov (gest. 1915) aus dem lakischen Dorf Nitsovkra den Schādhilīya-Orden in Dagestan ein.
Viele Ordenszweige in Dagestan haben eine monoethnische Anhängerschaft. So ist der Mahmūdīya-Zweigorden der Naqschbandīya vor allem bei den Awaren populär. Einige Tschetschenen in den Rajonen von Chassawjurt und Nowolakskoje folgen der Lehre von Kunta Haddschi Kischijew. Seine Lehre hat allerdings auch unter den Awaren und Kumyken sowie bei anderen Dagestanern Anhänger. Sufi-Scheiche fungieren in Dagestan üblicherweise als Schiedsrichter zwischen Gruppen rivalisierender Nationalitäten und helfen, den Frieden zu wahren und bewaffnete Auseinandersetzungen zu verhindern.
Das sogenannte Wahhabitentum wird von fünf bis zehn Prozent der Bevölkerung Dagestans unterstützt, allerdings wird in Dagestan damit jede Form islamischer Opposition gegen den Staat und die staatlich unterstützten islamischen Institutionen bezeichnet. Nur ein geringer Anteil von den sogenannten Wahhabiten, der ca. 1000 Personen umfasst, hat eine militante Ausrichtung. Daneben gibt es eine Anzahl von salafistisch orientierten Schafiiten, die in Opposition zur Regierung, zur DUMD und zur Mahmūdīya stehen, allerdings nach eigener Aussage auf politische Gewalt verzichten. Dazu gehören auch verschiedene darginische Gelehrte, die meinen, dass der letzte legitime dagestanische Sufi-Scheich der Darginer ʿAlī Haddschi Akuschinskij (gest. 1929) war, und alle zeitgenössischen dagestanischen Sufi-Meister ablehnen. Die politischen Autoritäten Dagestans bezeichnen alle diese oppositionellen Gruppen als „Wahhabiten“, ein Begriff, der daher gleichbedeutend ist mit „islamischer Opposition gegen den Staat und die staatlich unterstützten und staatsunterstützenden islamischen Institutionen“, unabhängig davon, welcher Strömung sie angehören und ob sie gewalttätig sind oder nicht. Nach Khanbabaev gehören über 80 % der Wahhabiten den ethnischen Gruppen der Awaren, Darginer und Akkin-Tschetschenen an.
Diejenigen, die in Dagestan als Wahhabiten bezeichnet werden, lehnen diesen Begriff für sich ab. Sie betrachten sich bloß als „Gemeinschaft der Sunna“ (ǧamāʿat as-sunna), allerdings wird diese Bezeichnung auch von den Sufis beansprucht.

### Der Islam im staatlichen System

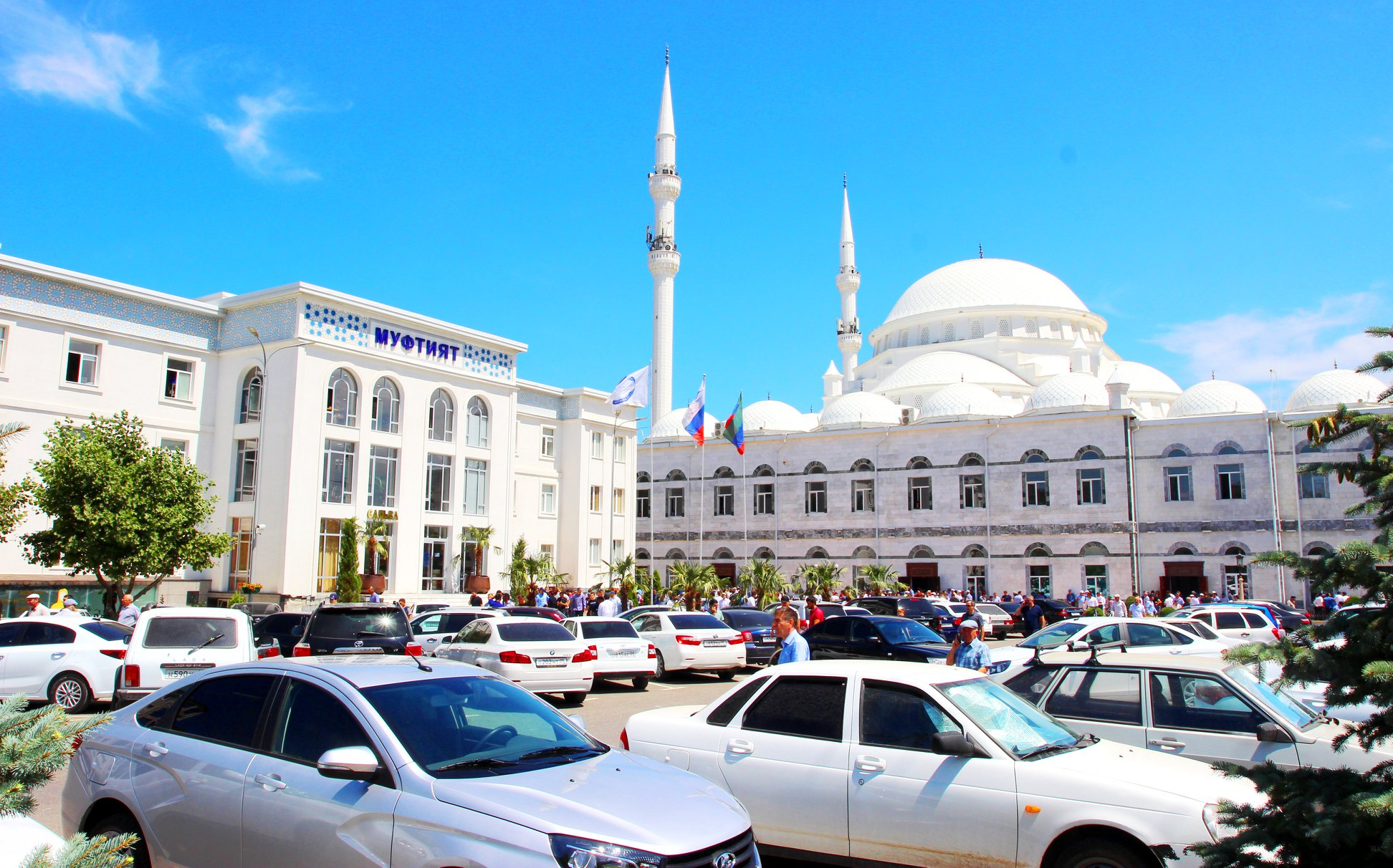
Der Sitz des Muftiats der DUMD mit der Zentralmoschee von Machatschkala

Für die Verwaltung des Islams gibt es in Dagestan eine eigene Behörde, die Geistliche Verwaltung der Muslime Dagestans (Duchownoje uprawlenije Musulman Dagestana; DUMD). Zum Personal des DUMD gehören der Mufti, seine acht Stellvertreter (darunter vier Stellvertreter für kanonische Angelegenheiten), ein Assistent und ein Pressesprecher. Über ein dreistufiges System von Gelehrtenräten hält das Muftiat Kontakt zu den Moscheegemeinden in Dörfern und Städten sowie zu ihren Bezirksvertretern.
Sowohl die DUMD als auch die anderen staatlich geförderten islamischen Institutionen in Dagestan werden von Scheichen der Naqschbandīya-Mahmūdīya kontrolliert, die vom Staat als wichtiges ideologisches Bollwerk gegen die sogenannten „Wahhabiten“ und den islamischen Extremismus bevorzugt wird. Die sogenannten „Wahhabiten“ haben im Gegensatz zum vom Staat alimentierten Mahmūdīya-Netzwerk kaum Möglichkeiten, legal Printmedien zu veröffentlichen. Die politischen Autoritäten und das Muftiat greifen in der Auseinandersetzung mit ihnen auf antiwahhabitische Diskurse aus den arabischen Ländern zurück und stellen die Mahmūdīya als Verfechter der wahren islamischen Tradition dar, die gegen „die bösen Feinde des Islams“, das heißt die „Wahhabiten“ kämpft.

### Islamisches Schulwesen
Traditionell gibt es in Dagestan zwei Arten von islamischen Schulen. Die Madrasa steht generell für eine von einem Imam oder Gelehrten betriebene Schule, die dem Studium von islamischen Wissenschaften (insbesondere Fiqh und islamische Theologie, aber auch arabische Sprache, Rhetorik und dergleichen) gewidmet ist. Dem Madrasa-Studium voraus geht das Maktab, eine Koranschule für Kinder, an der im Wesentlichen nur Teile des Korans auswendiggelertn und die arabische Schrift vermittelt wird.
Heute wird eine große Zahl islamischer Bildungseinrichtungen, von Maktabs bis zu islamischen Hochschulen, deren Absolventen als Koranrezitatoren, Muezzine, Imame, Qādīs und Lehrer arbeiten, von der Bildungsabteilung des Muftiats kontrolliert. Die Bedeutung, die die Mahmūdīya in den staatlichen Institutionen in Dagestan hat, lässt sich auch daran erkennen, dass die 1999 in Machatschkala eröffnete und von der DUMD kontrollierte Islamische Universität Mukhammed ʿArip nach Muhammad-ʿArif (gest. 1977), einem Mahmūdīya-Scheich, benannt wurde. Weitere von der DUMD kontrollierte islamische Bildungseinrichtungen sind die Islamische Universität von S. Kadi in Buinaksk und das Islamische Institut Nurul Irshad von Said Afandi al-Tschirkawi in dem Dorf Tschirkey im Rajon Buinaksk.

## Geschichte

### Geschichte der Islamisierung
Die Islamisierung Dagestans war ein langer Prozess, der bereits im 7. Jahrhundert vom Süden des Landes begann, aber erst im 15. Jahrhundert das dagestanische Bergland voll erfasste. Heidnische, zoroastrische und christliche Glaubensvorstellungen wurden erst langsam verdrängt.

#### Die arabischen Feldzüge in Dagestan im 7. und 8. Jahrhundert
Eine herausragende Rolle bei der Islamisierung Dagestans spielte die Stadt Derbent, die schon im Jahre 643, noch zu Zeiten des zweiten Kalifen ʿUmar ibn al-Chattāb, von muslimischen Truppen erreicht wurde. Im Zuge des Zerfalls des persischen Reichs wurde die Stadt vom sassanidischen Statthalter kampflos an die arabischen Truppenführer übergeben. Die ersten arabischen Aktivitäten auf dem Gebiet des späteren Dagestans waren allerdings nicht von Dauer. Die Stadt wechselte in der Folgezeit noch oft den Befehlshaber. Im Jahre 652/53 zog der arabische Heerführer ʿAbd ar-Rahmān ibn Rabīʿa al-Bāhilī gegen den Wunsch des Kalifen ʿUthmān ibn ʿAffān über Derbent hinaus nach Norden und belagerte Balanjar, die Hauptstadt der Chasaren, die vermutlich in Dagestan lag. Sein Bruder Salmān ibn Rabīʿa al-Bāhilī unternahm weitere Feldzüge im südlichen Dagestan, kam aber dabei wie er ums Leben. Dagestanische Völker kämpften während dieser Auseinandersetzungen zum Teil als Vasallen der Chasaren gegen die Muslime, wurden aber offensichtlich auch von ihnen als Hilfstruppen eingesetzt.

Karte des Kaukasus im Jahre 740

Der Umayyaden-Prinz Maslama ibn ʿAbd al-Malik, Sohn des Kalifen ʿAbd al-Malik, führte im Jahre 714 einen ersten Feldzug in Dagestan durch, der aber ergebnislos blieb. Erfolgreicher war der Feldzug von ʿAbd al-Maliks Statthalter in Armenien, Dscharrāh ibn ʿAbdallāh al-Hakamī al-Madhhidschī, im Jahre 722/23, bei dem die Chasaren-Städte Yarghū (wahrscheinlich Tarki) und Balanjar eingenommen wurden. Über die dagestanischen und Fürstentümer und Balanjar hinaus kämpfte Dscharrāh auch gegen die Alanen im zentralen Nordkaukasus, die zu dieser Zeit noch Unterstützung aus Byzanz erhielten. Im Jahre 725/26 wurde Dscharrāh als Statthalter durch Maslama ersetzt. Er erreichte die Unterwerfung von Schirwan im Südkaukasus sowie der dagestanischen Regionen von Tabarsaran, Filan und Dschursan (vermutlich Lesgien).

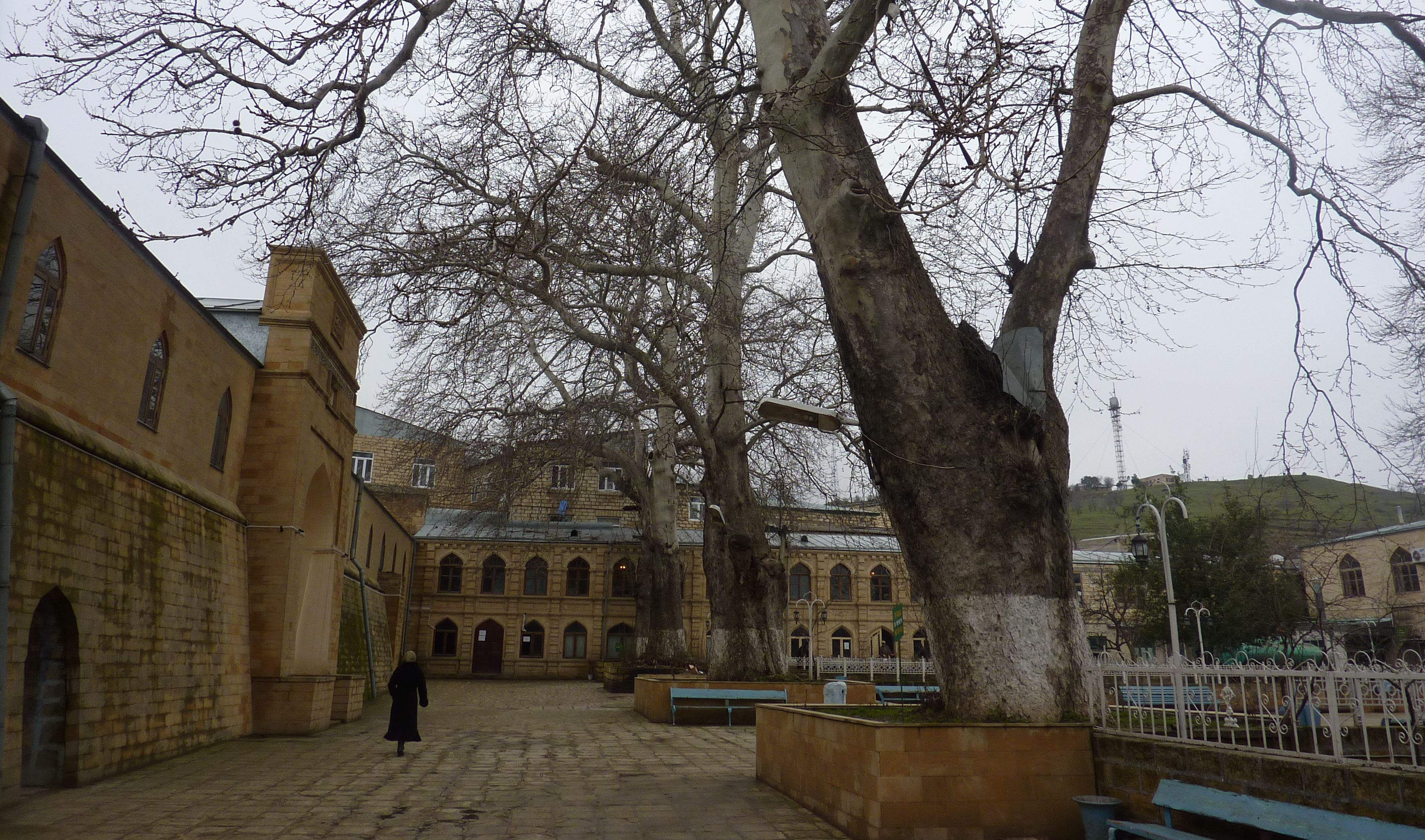
Die Freitagsmoschee von Derbent

Maslama konnte auch Derbent erneut erobern, indem er ihre chasarische Besatzung in der Zitadelle belagerte und durch die Verseuchung ihrer Zisternen vertrieb. Danach siedelte er 24.000 Syrer in der Stadt an, denen er regelmäßige finanzielle Leistungen zukommen ließ. Mit dieser Ansiedlung von Arabern in der Stadt begann die nachhaltige Islamisierung Dagestans. Dem Darband-Name und anderen lokalen Überlieferungen zufolge erbaute Maslama 732/33 auch die Freitagsmoschee von Derbent. Sie ist heute die älteste noch funktionierende Moschee in der Russischen Föderation. In ihrer heutigen Form geht sie wahrscheinlich auf die Seldschukenzeit zurück, als in der Stadt mehrere neue islamische Gebäude errichtet wurden.
Ein herausragendes Artefakt aus frühislamischer Zeit in Dagestan ist eine Steinplatte (154 × 73 × 10 Zentimeter) mit einer kufischen Inschrift, die offenbar aus den Jahren 792–793 stammt. Die Steinplatte, die sich heute im Festungsmuseum von Derbent befindet, wurde 2001 in der Nähe des Bergteils der Mauer gefunden. Der Text erwähnt die Namen des abbasidischen Kalifen Hārūn ar-Raschīd (reg. 786–809) und seines Sohnes Muhammad al-Amīn, offenbar im Rahmen von Renovierungsarbeiten, die zu dieser Zeit an der Mauer durchgeführt wurden.

#### Die Festigung islamischer Herrschaft und Kultur
Die arabischen Eroberungszüge in Dagestan dauerten bis zum Beginn des 9. Jahrhunderts an. Zu diesem Zeitpunkt hatte sich der Islam auf etwa einem Fünftel des Territoriums der Region etabliert. In dieser Zeit drang der Islam auch in das darginische Gebiet ein, ohne aber Christentum und Judentum zu verdrängen. Der persische Geograph Ibn Rusta schrieb in seinem um 903 bis 913 fertiggestellten Kitāb al-aʿlāq an-nafīsa, dass der Fürst von Chaizān, eines Nachbarfürstentums von Awarien, sich gleich zu allen drei Religionen bekannt habe. Er habe das Freitagsgebet mit den Muslimen verrichtet, am Samstag mit den Juden und am Sonntag mit den Christen gebetet. Diese Handlungsweise soll er auf Nachfragen folgendermaßen begründet haben: „Jede Gruppe von diesen drei Religionen ruft zu ihrer eigenen Religion auf und behauptet, dass die Wahrheit in ihrem Besitze sei und alle anderen Religionen nichtig seien. Ich halte an allen fest, bis ich die Wahrheit der Religionen erreiche“. Nach dem Zeugnis al-Masʿūdī (gest. 956) bekannten sich auch die Bewohner von Zirihkarān (= Kubatschi) zu allen drei Religionen.
Wichtigstes Zentrum des Islams auf dem Gebiet Dagestans blieb die Stadt Derbent. Hier entstand im 11. Jahrhundert auch ein eigenes arabisch-islamisches Schrifttum. Mammūz al-Lakzī (gest. ca. 1110) verfasste sein Geschichtswerk Taʾrīḫ Širwān wa-l-Bāb („Geschichte von Schirwān und Derbent“), und Abū Bakr Muhammad ad-Darbandī (gest. 1145) die große sufische Biographiensammlung Raiḥān ad-daqāʾiq wa-bustān al-ḥaqāʾiq. Die Untersuchung des letzteren Textes hat gezeigt, dass die Türme und Festungen der Derbenter Verteidigungslinie im 11. Jahrhundert zu Ribāten geworden waren, die von Ghāzīs bewohnt wurden, die verschiedenen sufischen Gruppen angehörten.

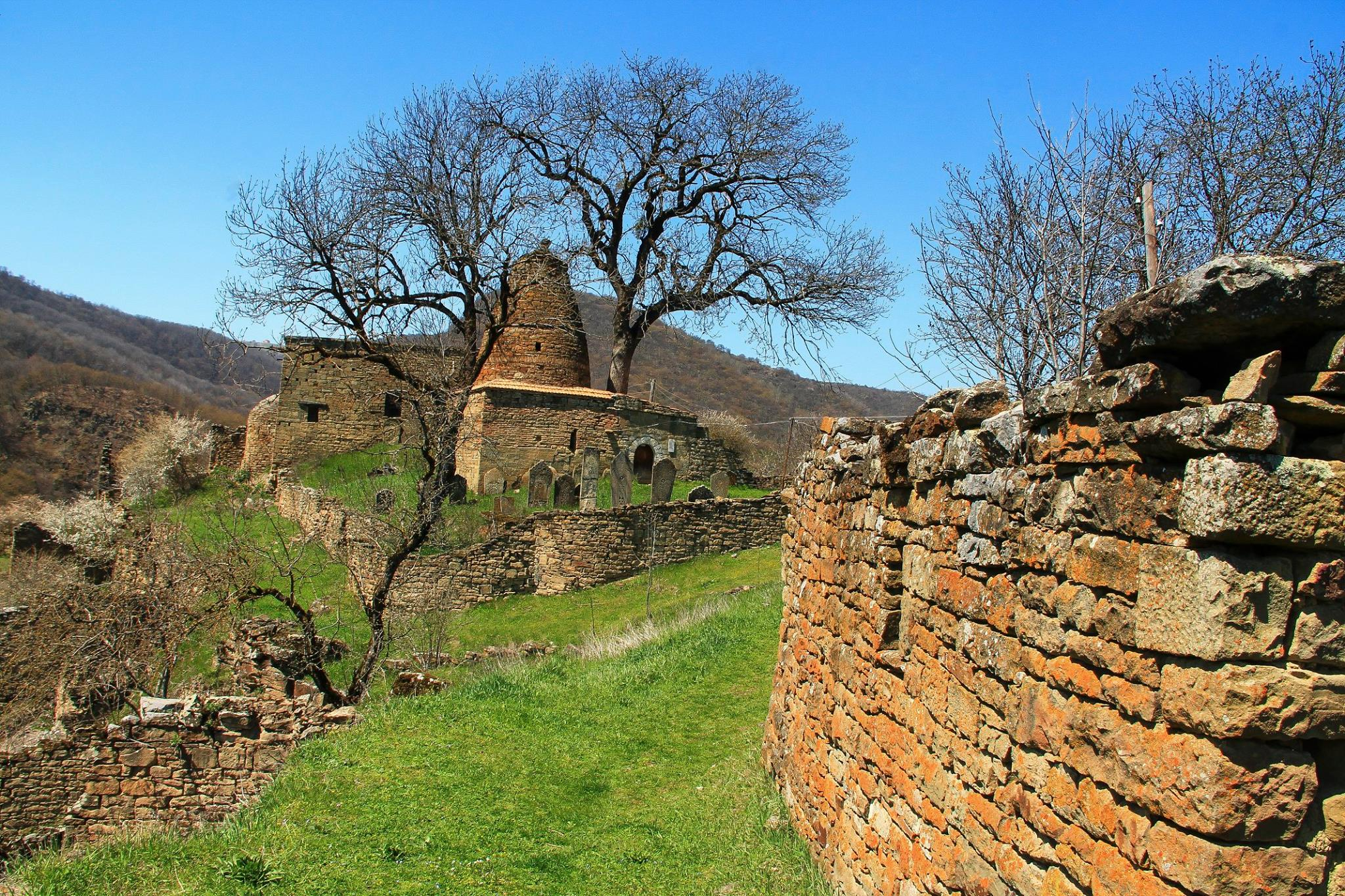
Der alte Friedhof von Qalʿat Quraisch

Von Derbent aus drang der Islam im 10. Jahrhundert auch weiter nach Norden vor. So nahm im Jahr 995 dank der Bemühungen des Derbenter Emirs Maimūn das „Volk von Karach“ (d. h. Urkarach) den Islam an. Karach und die benachbarte Bergfestung Qalʿat Quraisch wurden zum nördlichsten „islamischen Zentrum“ des von Derbent aus missionierten Gebietes. Um das Jahr 1000 beschränkte sich das Verbreitungsgebiet des Islams in Dagestan aber immer noch auf den Küstenstreifen von Derbent bis Semender, Süddagestan mit den Tabassaranen und die Ländereien bis zum Mittellauf des Samur und des Tschirachtschay, während der Rest Dagestans dem heidnischen Glauben treu blieb.

Kubatschi, im Mittelalter noch Zirihkarān (wörtl. „Panzermacher“) genannt, im Jahre 1907

Nach Angaben des kurdischen Autors Masʿūd ibn Nāmdar (frühes 12. Jahrhundert) nahmen die Einwohner von Kumuch, das von der Schamchal-Dynastie regiert wurde, Ende des 11. Jahrhunderts den Islam an, wobei das muslimische Schirwan eine wichtige Rolle spielte. Der andalusische Reisende Abū Hāmid al-Gharnātī, der 1131 das „Gebiet von Derbent“ (bilād Darband) bereiste, erzählt in seinem Reisebericht Tuḥfat al-albāb, dass es in den Bergen von Derbent 70 Völker mit eigener Sprache gebe, und viele davon bereits den Islam angenommen hätten, darunter die Tabassaranen, die Lesgier, die Darginer und die Kumyken. Die Bewohner von Zirihkarān, die ihr Geld mit der Herstellung von Kettenhemden verdienten, waren nach seiner Erzählung dagegen noch ohne Religion, und sie bezahlten auch keine Dschizya, weil ihr Ort militärisch nicht eingenommen werden konnte.
Allerdings stand im 11.-13. Jahrhundert der Islam in Dagestan noch in scharfer Konkurrenz zum Christentum, das in dieser Zeit dort durch Mission verbreitet wurde. Die aktive Missionsarbeit der christlichen Kirche in Dagestan ist vor allem mit dem Namen der georgischen Königin Tamar (reg. 1184–1213) verbunden, während deren Herrschaft es wiederholte und nicht erfolglose Versuche gab, viele nordkaukasische Völker zu christianisieren. Mit dem Prozess der Christianisierung sowie der Stärkung kultureller und religiöser Kontakte nach Georgien war auch die Verbreitung der georgischen Schrift in Dagestan verbunden.
Die Rolle Kumuchs bei der Islamisierung der umliegenden Gebiete spiegelt sich in der Namensvariante Ghāzī-Ghumūq wider, die in der persischen Chronik Ẓafar-nāma von Scharaf ad-Dīn ʿAlī Yazdī (gest. 1454) erscheint und Tīmūrs Feldzüge in Dagestan beschreibt. Sie wurde später auch als Bezeichnung für das Volk der Laken verwendet. Kumuchs Ruhm in der islamischen Tradition ist auch mit einem jemenitischen Gelehrten namens Saiyid Ahmad al-Yamanī (gest. 1450), verbunden, der dort wirkte und ein populäres Buch über islamisches Recht mit dem Titel Wafq al-murād verfasste. Die Islamisierung Zentral-Awariens fand Mitte des 13. Jahrhunderts statt, und Ende des 13. und Anfang des 14. Jahrhunderts wurde Chunsach zu einer Hochburg für die Verbreitung und Etablierung des Islams in den benachbarten westlichen awarischen Gebieten.

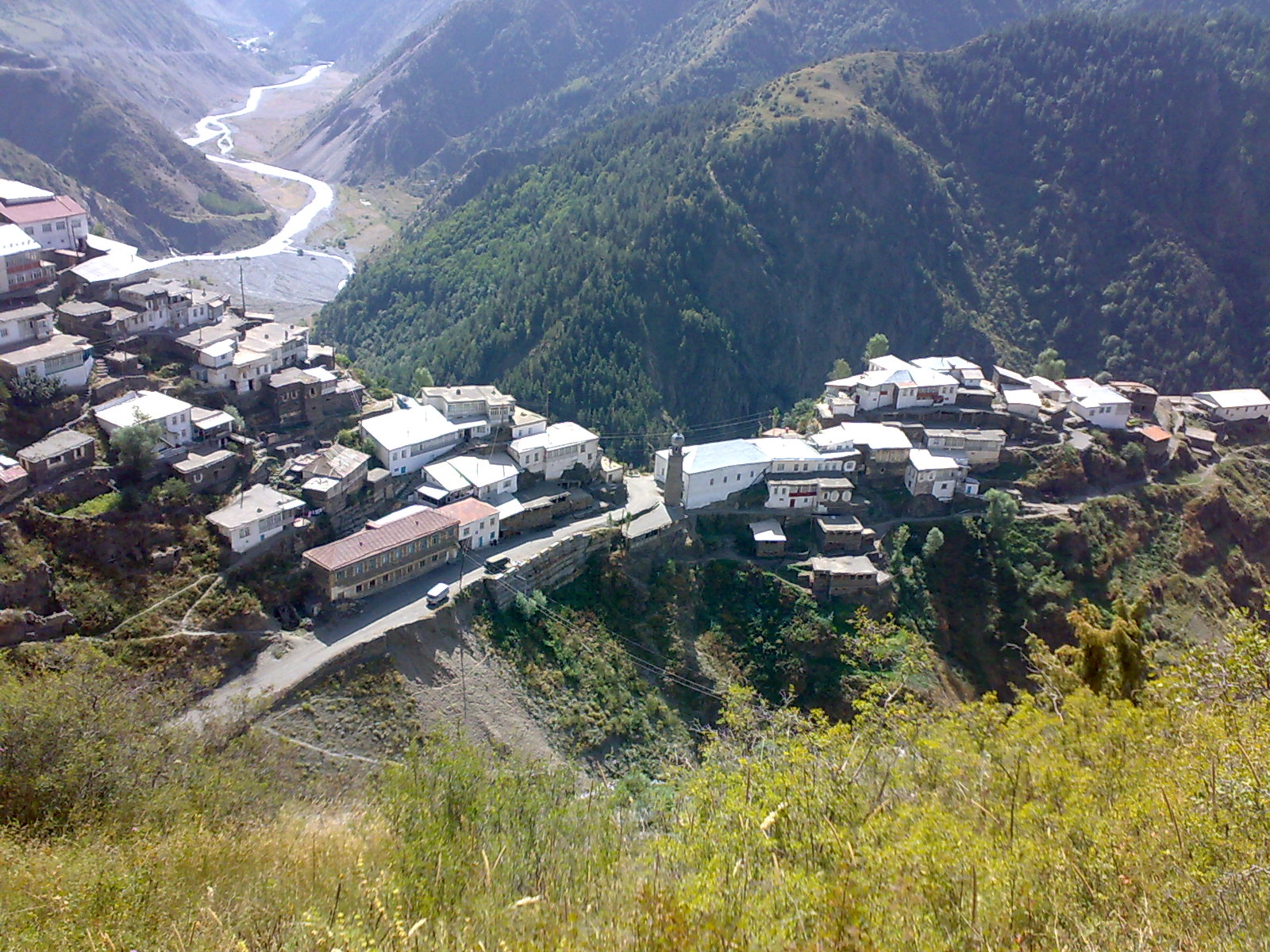
Der Ort Zachur, mit der Madrasa im Zentrum

Im Zuge der Islamisierung bildeten sich in Dagestan als neue Form politischer Einheiten unabhängige und selbstverwaltete Stadtstaaten heraus, die Dschamaat genannt wurden. Sie entstanden durch die Vereinigung der Bewohner mehrerer kleiner tribaler Siedlungen zu einem zusammenhängenden Ganzen. E. Kisriev vermutet, dass bei der Organisation des Lebens in diesen Dschamaaten der Islam das systembildende Prinzip war. Als Vorbild für die politische Organisation der Muslime Dagestans hätten nicht das Kalifat oder die zahlreichen später entstandenen muslimischen Monarchien gedient, sondern die Umma von Medina, die aus Vertretern verschiedener Stämme und Clangruppen unter der Führung des Propheten Mohammed gebildet wurde. Die erste Erwähnung dieser neuen Art politischer Organisation in Dagestan finde sich bei al-Qazwīnī (gest. 1283), der um die Mitte des 13. Jahrhunderts über die Bewohner der hoch in den Bergen Dagestans liegenden Stadt Zachur schrieb, dass sie keinen Anführer hatten, sondern nur einen Chatīb, der mit ihnen betete, und einen Qādī, der Streitigkeiten zwischen ihnen gemäß der Lehre von Imam asch-Schāfiʿī schlichtete. Al-Qazwīnī bezeugt auch, dass die Stadt eine wichtige Rolle bei der Verbreitung des Islam spielte. Die Bewohner waren alle Schafiiten und es gab in dem Ort eine von Nizām al-Mulk gestiftete Madrasa mit einem Lehrer und mehreren Rechtsgelehrten, die monatlich mit Nahrungsmitteln versorgt wurden. Für das Studium des schafiitischen Rechts hatten sie den Muḫtaṣar von al-Muzanī und „das Buch von asch-Schāfiʿī“, wahrscheinlich sein Kitāb al-Umm, in die lesgische Sprache übersetzt.
Personen, die aus den Gebirgsregionen Dagestans kamen, wurden bis ins 19. Jahrhundert in den anderen Gebieten üblicherweise als Lesgier (arabisch Lakzī) bezeichnet. die Tatsache, dass bereits im 13. Jahrhundert eine Reihe von Personen mit der Nisba al-Lakzī eine hohe Position unter den Vertretern der muslimischen Geistlichkeit in der Goldenen Horde und in Buchara einnahmen, zeigt, dass zu dieser Zeit die Islamisierung dieser Regionen bereits weit fortgeschritten war. Nach einer Georgischen Chronik, die A. R. Schichsaidow zitiert, trug auch Timur Ende des 14. Jahrhunderts bei seinen Aktivitäten im Nordkaukasus zur Festigung des Islams in der dagestanischen Bergvölkerung bei. Nach dieser Chronik waren die „Lesgier“ zuvor Christen, doch Timur „unterwarf sie, teils durch Schmeicheleien, teils durch Drohungen, und bekehrte sie zum Islam.“ Er habe Mullahs von den Arabern beauftragt, „lesgischen“ Kindern das Schreiben der arabischen Sprache beizubringen, und strenge Anordnungen erlassen, dass die „Lesgier“ weder Lesen noch Schreiben der georgischen Sprache lernen sollten.

#### Legenden und Abū-Muslim-Geschichten
Die späteren dagestanischen Geschichtserzählungen versuchten den Eindruck zu vermitteln, dass die dagestanischen Bergregionen schon im 8. Jahrhundert islamisiert wurden und die großen dagestanischen Herrscherhäuser bereits von den arabischen Eroberern dieser Zeit eingesetzt wurden und selbst arabischer Abstammung waren. Ansatzweise findet sich dieses Geschichtsbild schon in dem Reisebericht des andalusischen Reisenden Abū Hāmid al-Gharnātī, der 1131 das Gebiet von Derbent besuchte. Er erzählt, dass der umaiyadische Feldherr Maslama ibn ʿAbd al-Malik, der in der Zeit von Hischām ibn ʿAbd al-Malik Derbent eroberte, schon zahlreiche Völker des Gebietes zum Islam bekehrt habe, darunter die Tabassaranen, Lesgier, Darginer und Kumyken. Die Tabassaranen waren nach seiner Erzählung das wichtigste Volk der Region mit 24.000 (!) Ortschaften, über die jeweils ein großer Sarhang, also ein Emir herrschte. Sie bewahrten auch ein Schwert von Maslama bei sich auf, das ihnen der Feldherr angeblich hinterlassen hatte, nachdem er aus der Region abgezogen waren. Für dieses Schwert hatten sie einen kleinen Bau errichtet, der wie ein Mihrab gestaltet war und in dessen Innerem das Schwert auf einem Hügel ausgestellt wurde. Das Schwert stand im Zentrum einer Ziyāra-Wallfahrt, für die spezielle Regeln galten: Im Winter mussten die Pilger blaue Kleidung tragen, während der Erntezeit weiße Kleidung.
Nach dem Darbandnāme, dessen früheste Handschrift aus dem 17. Jahrhundert stammt, unterwarf Maslama ibn ʿAbd al-Malik die Kaitak, Tabassaranen und Kumyken, rief die lokale Bevölkerung zum Islam auf und setzte arabische Herrscher quraischitischer Abstammung ein, aus denen die bekannten lokalen Dynastien wie die Utsmis, Maysume und Schamchale entstanden. Eine besonders herausragende Rolle spielt im Darbandnāme Schahbāl, ein angeblicher Sohn von ʿAbdallāh ibn ʿAbbās, den Maslama als Statthalter von Kumuch eingesetzt haben soll. Er soll von Maslama zum Oberherrn der anderen von ihm eingesetzten Herrscher gemacht worden sein und wird als Begründer der Dynastie der Schamchale präsentiert. In einigen Handschriften des Darbandnāme ist der Name Maslama durch Abū Muslim ersetzt, was auf eine Vermischung mit dem bekannten chorasanischen Heerführer Abū Muslim zurückzuführen ist.
Nach dem Taʾrīḫ Dāġistān („Geschichte Dagestans“), das möglicherweise aus dem 13. Jahrhundert stammt, wurde Kumuch um 815 von den Nachkommen zweier Onkel des Propheten Mohammed unter der Führung eines gewissen Schamchāl ibn Hamza erobert und islamisiert. Dessen Name wird durch seine Herkunft aus einem Ort namens Chāl in Schām, also Syrien, erklärt. In Wirklichkeit stammt der Name wahrscheinlich aus der Zeit der Goldenen Horde. Das Geschichtswerk konstruiert somit für die Dynastien der Schamchale und Uzmis eine quraischitische Abstammung – nicht aber für die awarischen Nuzal, denen ein pharaonischer Ursprung zugeschrieben wird und die als hartnäckige Feinde des Islam erscheinen. Kaukasische Geschichtswerke des 19. und frühen 20. Jahrhunderts hielten an diesem Narrativ über die frühe Islamisierung Dagestans größtenteils fest, hatten jedoch mit seinen zahlreichen Anachronismen zu kämpfen. Es waren russische Orientalisten wie Wassili Wladimirowitsch Bartold, Wladimir Fjodorowitsch Minorski und Amri Rsajewitsch Schichsaidow, die auf der Grundlage arabischer Quellen nachwiesen, dass die Islamisierung der zentralen Dagestan-Berge erst im zehnten und elften Jahrhundert begann und dass der historische Abū Muslim nie einen Fuß auf dagestanischen Boden gesetzt hat.

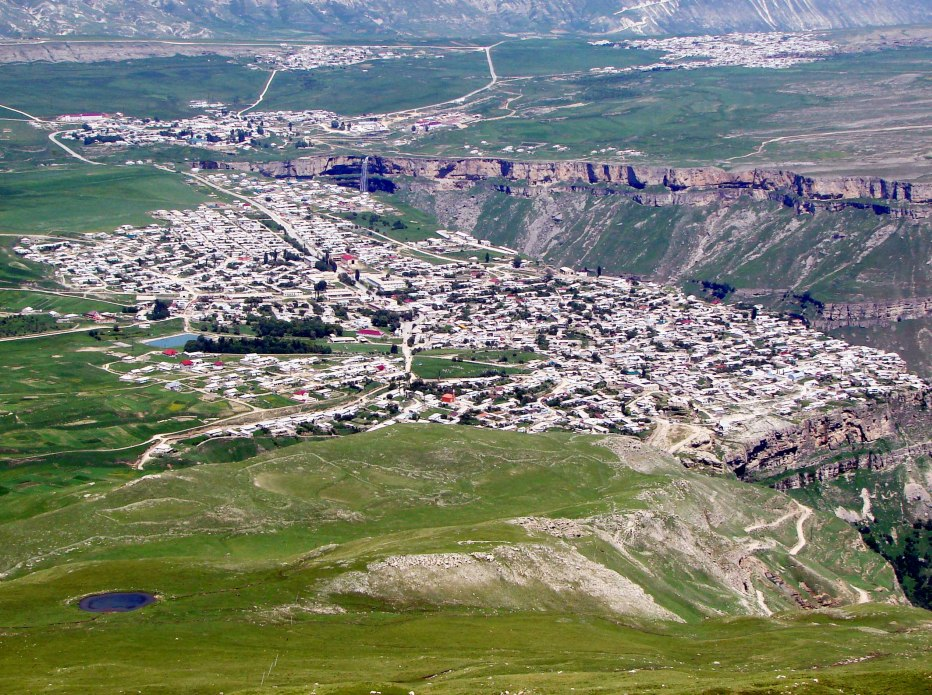
Chunsach, der Ort, an dem Abū Muslims Grab verehrt wird

Die dagestanischen Legenden um Abū Muslim manifestieren sich aber noch heute an vielen Moscheen und Grabstätten in Reliquien und Riten. Sie scheinen dabei teilweise mit Erzählungen über einen zweiten Abū Muslim zu verschmelzen, der im 10. Jahrhundert als Prediger in Dagestan gewirkt haben soll. Er soll mit seiner Familie aus Arabien gekommen sein und in  Chunsach, dem Hauptort des erst spät islamisierten Awariens gestorben sein. In Chunsach werden auch bis heute das Grab und Reliquien des Abū Muslim verehrt. Der Kult um Abū Muslim ist allerdings ein islamisches Element, das ganz unterschiedliche Regionen Dagestans miteinander verbindet. Damit stellt er einen wichtigen Bestandteil der islamischen Identität von Dagestan als ganzem dar.

### Islamische Gelehrsamkeit vom 12. bis zum frühen 19. Jahrhundert

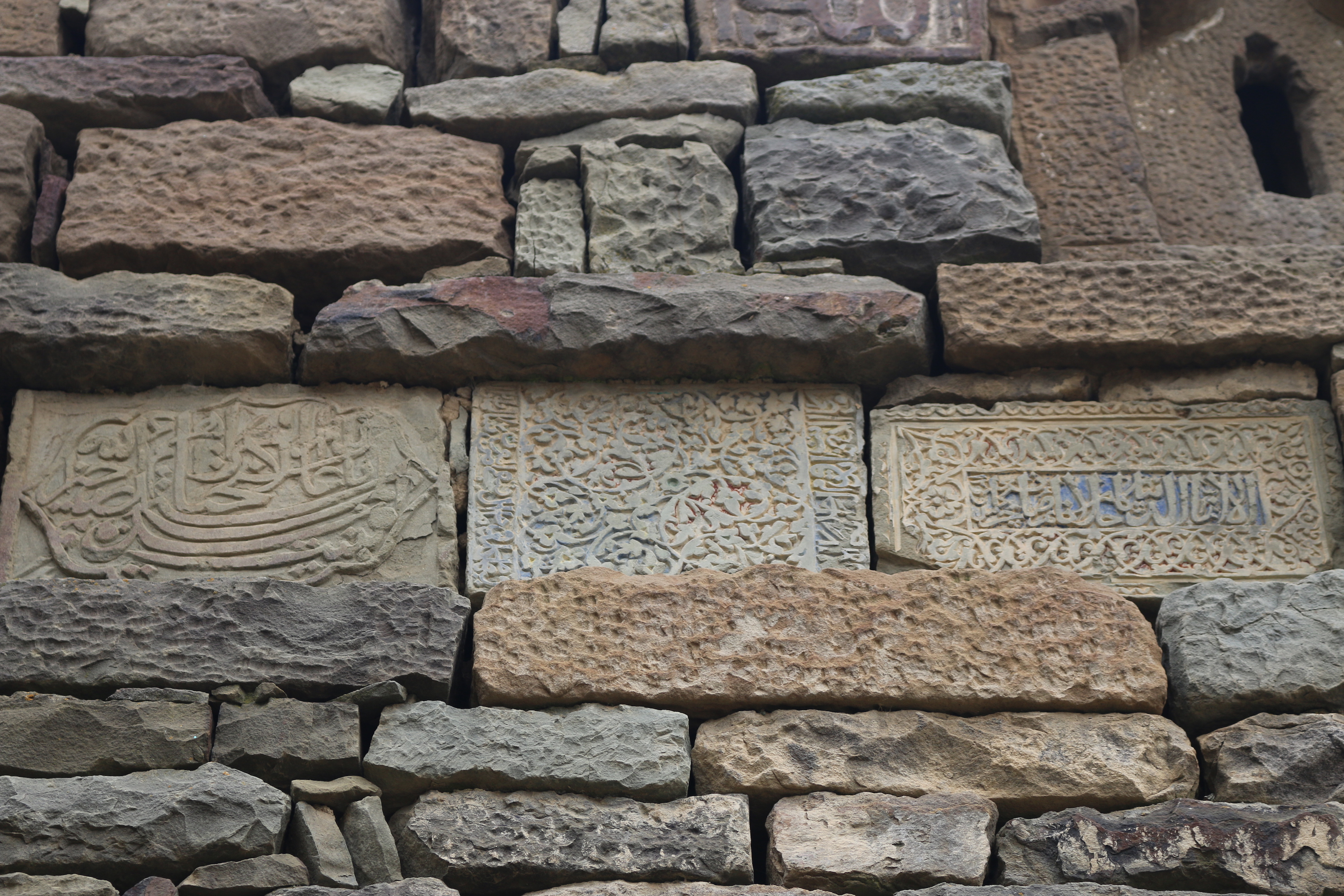
Arabische Inschriften in dem dagestanischen Dorf Kubatschi

Die Verbreitung des schafiitischen Islams und der arabischen Sprache in Dagestan führte dort zu einer bemerkenswerten arabischen literarischen Tradition, die von den lokalen Bewohnern selbst hervorgebracht wurde und unter anderem historische Erzählungen und Genealogien sowie eine beeindruckende Menge an Inschriften auf Grabsteinen und anderen Materialien umfasst. Epigraphische Aufzeichnungen aus dem 12. bis 17. Jahrhundert zeigen, dass Sufi-Bruderschaften in dieser Zeit tief in die Bergregionen vordrangen. Die Herrscher Irans und Aserbaidschans förderten hier zwischen dem 12. und 15. Jahrhundert besonders den Suhrawardīya-Orden. In dagestanischen Siedlungen wurden aus dem 15. bis 17. Jahrhundert stammende Abschriften von Sufi-Abhandlungen und Werken al-Ghazālīs gefunden. Von der Anwesenheit von Sufi-Scheichen in den Dschamaaten des mittelalterlichen Dagestan erfährt man allerdings nur im Zusammenhang mit ihrer Ermordung durch die Anwohner. So wurde in Kubatschi der Grabstein des Suhrawardīya-Scheichs Hasan ibn Muhammad entdeckt, der hier 1306 getötet wurde, sowie die Grabstätte von Chodscha Dschamschid, dem Sohn des Safawīya-Scheichs Dschunaid, der 1460 in Süddagestan am Ufer des Flusses Samur getötet wurde. Sein Sohn, Scheich Haidar, wurde 1488 in Tabasaran getötet.
Im 18. und 19. Jahrhundert konnte Dagestan eine beträchtliche Zahl schafiitischer Gelehrter vorweisen, die zur islamischen Literatur beitrugen, meist in Form von Fatwas, Abhandlungen und Kommentaren bzw. Superkommentaren zu Fatwas und Abhandlungen. Arabisch war die dominierende Sprache der islamischen Gelehrsamkeit, mit speziellen diakritischen Zeichen für bestimmte kaukasische Konsonanten und einem ausgeklügelten System zusätzlicher Zeichen zur Kennzeichnung syntaktischer Beziehungen in Sätzen. Die Verbreitung des islamischen Wissens und der arabischen Sprache stellte die Vorherrschaft des Gewohnheitsrechts (Adat) in den örtlichen Gemeinschaften in Frage, und mehrere islamische Rechtsgelehrte, wie etwa der Aware Muhammad ibn Mūsā al-Quduqī (gest. 1717), forderten die Abschaffung der Adat-Praktiken, die ihrer Ansicht nach dem islamischen Recht widersprachen.
Die Rolle, die Dagestan Anfang des 19. Jahrhunderts als Zentrum arabisch-islamischer Gelehrsamkeit innehatte, charakterisierte der russische Historiker Michail Nikolajewitsch Pokrowski, wie folgt:

„Dagestan versorgte den gesamten Ostkaukasus mit Experten der arabischen Sprache, Rezitatoren (Mutalims – eine Art mittelalterlicher Wandergelehrter), Mullahs und Qādīs. Dieser Haufen kahler Felsen war vielleicht der Ort mit der höchsten Alphabetisierungsrate im Kaukasus: Es kam selten vor, dass eine Familie mit Selbstachtung ihren Kindern, zumindest den Jungen, nicht das Lesen arabischer Texte beibrachte.“

Der Arabist Ignati Julianowitsch Kratschkowski bemerkte, dass in keinem anderen nicht-arabischen Land die lokale Literatur in arabischer Sprache so weit verbreitet und lebendig gewesen wie in Dagestan: „Die dagestanischen Gelehrten jener Zeit besaßen bereits die Gesamtheit des gemeinsamen arabischen Erbes… Sie interessierten sich gleichermaßen für grammatikalische Wissenschaften… wie für Abhandlungen über Mathematik… und Astronomie.“

### Der islamische Widerstand gegen das russischen Vordringen
Als im Jahre 1819 russische Truppen in den Nordkaukasus vordrangen, bildete sich in Dagestan Widerstand gegen die Invasoren, der als Glaubenskampf deklariert wurde. Eines der wahrscheinlich ältesten Dokumente, in denen sich Aufrufe zum Dschihad finden, ist ein Hilferuf der vorwiegend kumükischen Gemeinde von Endirey in Norddagestan an die Gemeinden von Tschirkey und Uncukul’. In diesem Schreiben wurden die jungen Männer  aufgerufen, „dem Islam zu Hilfe zu eilen“ und sich zum „Heiligen Krieg“ zu erheben. Saʿīd al-Harakānī (gest. 1834), der Qādī des Ortes Arakani, versuchte die Hilfe des osmanischen Sultans zu mobilisieren. In einem Brief an Sultan Mahmud II. (reg. 1808–39) warnte er, dass Dagestan der Übermacht der „bösen Ungläubigen und abscheulichen Sünder“ alleine nicht standhalten könnten. Wenn die Ungläubigen erst Dagestan erobert hätten, so der Gelehrte weiter, würden sie von dort aus gewiss auch die Länder des Sultans erobern. Alexei Petrowitsch Jermolow, der von 1817 bis 1827 russischer Generalgouverneur der transkaukasischen Provinzen war, erkannte die Gefahr, die von der Religion als einigendem Faktor im Widerstand gegen die russischen Truppen ausging. Er traf sich 1822 mehrmals mit Saʿīd al-Harakānī und konnte ihn von der Sinnlosigkeit des Widerstands überzeugen.
In den Jahren 1824 bis 1826 organisierte der tschetschenische Feldführer Bey-Būlād einen religiös motivierten Aufstand bei Tschetschenen und Kumüken, an dem mehrere religiöse Autoritätspersonen maßgeblichen Anteil hatten. Die wichtigste Rolle spielte dabei ein gewisser Mullā Muhammad, der 1824 aus Dagestan gekommen war. Er ließ sich in dem tschetschenischen Dorf Mayurtup nieder und predigte dort gegen die Russen. Sein religiöser Eifer gipfelte in der Verkündung, die Ankunft eines Imam Hārith stehe unmittelbar bevor, und dieser Imam oder „Prophet“ werde die Russen aus den von Muslimen bewohnten Gebieten vertreiben. Im Frühjahr 1825 verkündete Mullā Muhammad, er sei selbst der Prophet, und Bey-Būlād seinerseit schwor, er habe beim Gebet einen Engel in Feuergestalt auf Mullā Muhammad niederfahren sehen. Auch mehrere Abgesandte aus Dagestan bekannten sich zum Prophetentum von Mullā Muhammad. 1826 wurde der Aufstand jedoch niedergeschlagen, und Bey-Būlād floh ins noch von den Osmanen gehaltene Anapa.

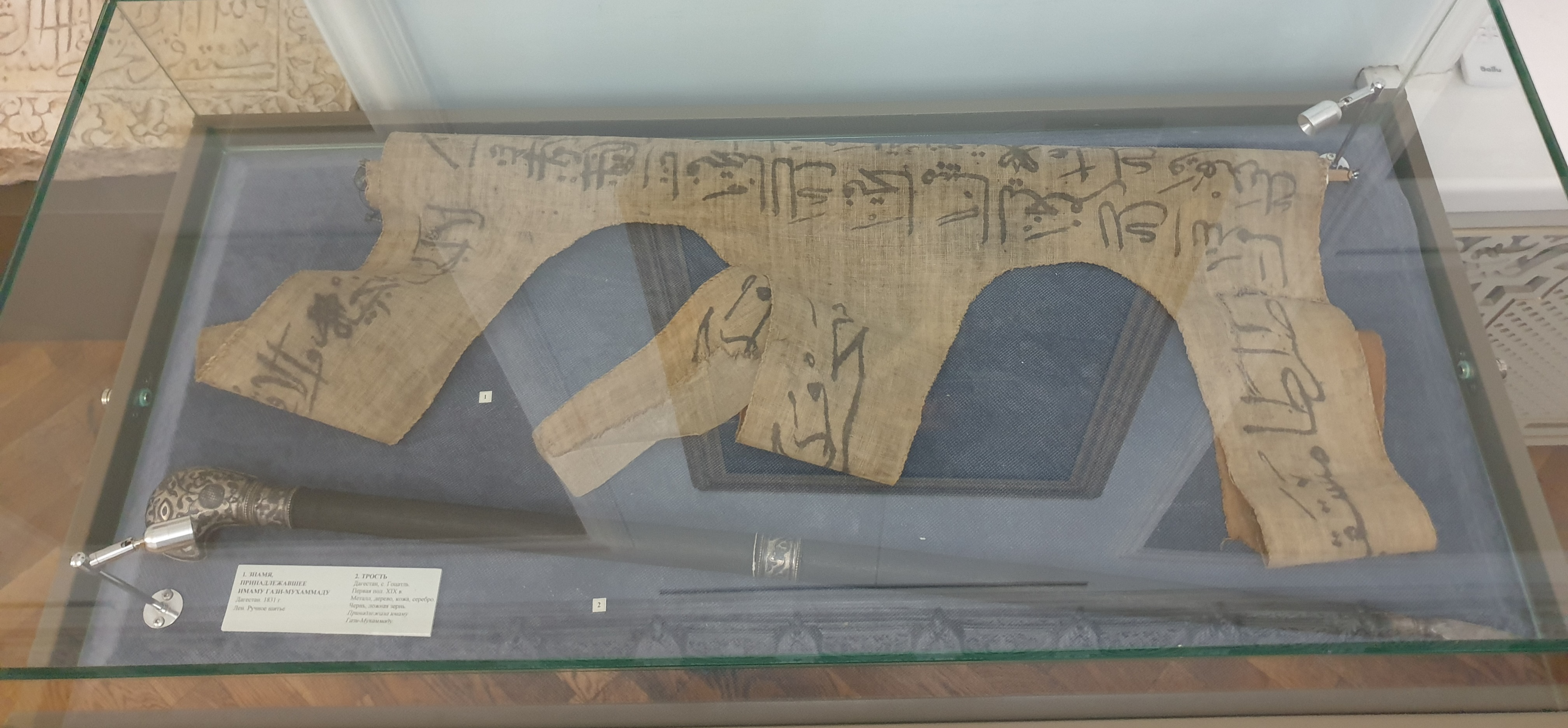
Banner und Gehstock Ghazi Muhammads im Nationalmuseum der Republik Dagestan

Um dieselbe Zeit gelangte die Tarīqa der Naqschbandīya-Chālidīya nach Dagestan, und zwar durch die Vermittlung von Ismāʿīl al-Kūrdamīrī (gest. 1860 oder 1861), dem Stellvertreter (ḫalīfa) von Chālid al-Baghdādī (gest. 1827). Al-Kūrdamīrīs Stellvertreter Muhammad al-Yarāghī (gest. 1839) aus dem Dorf Werchnyi Jarag im lesgischen Gebiet und dessen lakischer Stellvertreter, Dschamāl ad-Dīn al-Ghāzīghumūqī (gest. 1864) aus Kumuch, verbreiteten die Tarīqa in den dagestanischen Bergen. 1826 oder 1827 übernahm Ghazi Muhammad aus dem awarischen Dorf Gimra die Kontrolle über einige awarische Dörfer und vertrieb die örtlichen Ältesten, die seiner Meinung nach durch ihre Zusammenarbeit mit den Russen kompromittiert waren. Als er sich selbst zum Imam ausrief und den Russen mit Überfällen auf Kizliar und Derbend entgegenzutreten begann, erhielt er al-Yarāghīs Segen für den Dschihad. Nach Ghazi Muhammads Tod in der Schlacht im Jahr 1832 ging der Imamtitel an Hamzat Bek (reg. 1832–1834) über, einen Verwandten des awarischen Geschlechts der Nutsal, der über schwächere islamische Referenzen verfügte. Seinem Nachfolger, dem bekannten Schāmil, gelang es, die Bewegung in einen zentralisierten Dschihad-Staat umzuwandeln, mit einer eigenen Militärverwaltung aus lokalen Bevollmächtigten (arab. sing. nāʾib), deren Territorien größtenteils mit den Grenzen der alten Konföderation übereinstimmten, und mit regelmäßiger Besteuerung. Imam Schamil verbot das Gewohnheitsrecht und führte in den Dörfern unter seiner Kontrolle islamische Gerichte ein, aber seine berühmten Nizām-Vorschriften waren wahrscheinlich nichts weiter als Verwaltungsrecht, das auf seiner politischen Autorität beruhte und kaum Verweise auf das islamische Recht enthielt. Aus dagestanischen arabischsprachigen Dokumenten über Schamils Herrschaft geht hervor, dass weder in der Verwaltung noch im Militär des Imamats Sufis eine wichtige Rolle spielten. Vielmehr beschäftigte Schamil dort Vertreter verschiedener Eliten, darunter Überläufer der alten Aristokratien sowie „neue“ islamische Gelehrte.
Die Schamil-Periode leutete eine neue Blütezeit der dagestanischen arabischen Literatur ein, und zwar weniger im Bereich des Sufismus als vielmehr in der Geschichtsschreibung und im islamischen Recht. Während Schāmils oberster Qādī Murtadā al-ʿUradī Abhandlungen verfasste, um Schāmils Imāmat und dem Dschihad islamische Legitimität zu verleihen, schlossen sich andere dagestanische Gelehrte wie Saʿīd al-Harakānī der russischen Seite an und widerlegten Schāmils Ansprüche, ebenfalls auf islamisch-rechtlicher Grundlage. Murtadā al-ʿUradī vertrat die Ansicht, dass alle Muslime der nordkaukasischen Gebiete, die unter russischer Oberhoheit standen, zur Hidschra verpflichtet seien: Sie sollten aus diesen Gebieten auswandern und sich dem Befehl von Imam Schamil unterstellen. Al-ʿUradī verfasste darüber auch einen eigenen arabischen Traktat. In einem zweiten Traktat mit dem Titel al-Murġim („Das Zwingende“) rechtfertigte er Schamils Imamat, seine Kriegführung und Strafpraxis. Gegen Ende des Kaukasuskrieges im Jahr 1861 gab es in Dagestan 1.629 registrierte Moscheen und 4.500 muslimische Geistliche.
Im Jahr 1877 flammte der Dschihad in Tschetschenien und Dagestan erneut auf, ausgelöst durch einen neuen Russisch-osmanischen Krieg. In der awarischen Dschamaat von Soratl wurde ein neuer, vierter Imam von Dagestan, Hadschi-Muhammad Soratlinsky, gewählt, der zum Dschihad aufrief. Der Aufstand war jedoch nicht koordiniert und wurde rasch niedergeschlagen. Diesmal war keine „ehrenhafte Festnahme“ vorgesehen. In Derbent und Gunib wurden Galgen errichtet und etwa 300 der aktivsten Anführer des Aufstands – in der Regel die einflussreichsten religiösen Persönlichkeiten aus ganz Dagestan – vor den Augen Tausender Vertreter der Jamaats gehängt, die speziell aus allen Bezirken Dagestans zum Zweck der Einschüchterung zusammengerufen wurden. Aus allen acht Bezirken Dagestans wurden etwa 5.000 Menschen mit ihren Familien, darunter Kinder und sehr alte Menschen, in entlegene Gebiete Russlands deportiert. Einer der Urheber des Aufstands, der awarische Naqschbandīya-Scheich Abū Muhammad al-Kikunī (gest. 1913), wanderte später in die Türkei aus und gründete dort mit seinen Anhängern in der Provinz Yalova das Dorf Almalı.

### Die islamische Gelehrsamkeit unter russischer Herrschaft
Das Ende von Schamils Dschihad bedeutete zugleich das Ende der russischen Blockade Dagestans, und die islamischen Gelehrten Dagestans entwickelten neue Netzwerke, zu denen auch tatarische Gelehrte gehörten. Der Kontakt mit tatarischen Gelehrten und Dagestaniern im russischen Exil spiegelt sich auch in der arabischen Prosa und Poesie von Hasan Afandī al-Alqadārī (gest. 1910) wider, einem Lehrer aus dem lesgischen Dorf Alkadar im Süden Dagestans, der auch in der russischen Verwaltung diente; in seinen Fatwas behandelte er Themen wie das Grammophon, dessen Verwendung er erlaubte. Er wird heute weitgehend als Gründervater des islamischen Modernismus in Dagestan betrachtet.
1899 waren in Dagestan 588 islamische Schulen in Betrieb. 90 davon waren Madrasas, der Rest Maktabs. Das typische Curriculum der dagestanischen Madrasas umfasste im 19. Jahrhundert zwölf Fächer: Arabische Morphologie (ṣarf) und Syntax (naḥw), Metrik (ʿarūḍ), Logik (manṭiq), Eristik (munāẓara), Fiqh, Koranexegese (tafsīr), Prophetenbiographie (sīra), Sufismus (taṣauwuf), Semantik (ʿilm al-maʿānī), Stilistik (bayān) und Metaphernlehre (badīʿ). Zu Beginn des 20. Jahrhunderts führten einige Maktabs und Madrasas das neue Unterrichtssystem von Ismail Gasprinskij ein, das als „neue Methode“ (uṣūl-i ǧadīd) bekannt ist. Die Dschadidisten traten für Bildungsreformen ein, einschließlich der Einführung „säkularer“ Wissenschaften, die oft mit einer Kritik an „irrationalen“ Elementen der gegenwärtigen islamischen Praxis einhergingen, die die Dschadidisten als illegitim betrachteten, weil sie ihrer Auffassung nach nicht im Einklang mit dem Koran und der Sunna standen, denen sich die Dschadidisten aus einer wissenschaftlichen Perspektive zu nähern versuchten. Hauptgegenstand der Kritik der Dschadidisten war der Sufismus mit seinem Heiligenkult und seiner Gräberverehrung, seinen spirituellen Heilungen und anderen Wundern. Dem stellten die Dschadidisten eine nüchterne Interpretation des Islams gegenüber, die mit Wissenschaft und Moderne im Einklang stehen sollte. Dagestan wurde aber allgemein weniger als die anderen muslimischen Regionen des Russischen Reiches vom Dschadidismus beeinflusst.
1903 eröffnete der Aware Muhammad Mīrzā Mavraev (gest. 1966) eine lithografische Druckerei in Temir-Khan-Schura, dem heutigen Buinaksk. Mavraevs Unternehmen, bekannt als al-Maṭbaʿa al-islāmīya („Islamische Druckerei“), druckte eine beträchtliche Anzahl arabischer Klassiker (einschließlich des Korans) sowie Werke zeitgenössischer dagestanischer Gelehrter auf Arabisch, Kumykisch, Awarisch, Darginisch und Lakisch, darunter juristische Werke (z. B. Muhammad al-Tschūchīs Fatāwā und die Werke von al-Alqadārī), Geographie, Medizin, Geschichte, Dichtung, islamische Kalender und mehrsprachige Wortlisten. Darüber vertrieb Mavraevs Unternehmen auch arabische, türkische und persische Bücher, die um die Jahrhundertwende in Istanbul, Kairo, Kasan und Bachtschyssaraj gedruckt wurden.
Bis zum zweiten Jahrzehnt des 20. Jahrhunderts waren die dagestanischen Gelehrten in ständigem Kontakt mit Gelehrten der schafiitischen Zentren in Syrien, Ägypten und Jemen. Vor der Revolution von 1917 gab es in Dagestan ca. 1700 Moscheen.

### Sowjetische Periode

#### Bürgerkrieg und die Etablierung sowjetischer Herrschaft (1917–1921)

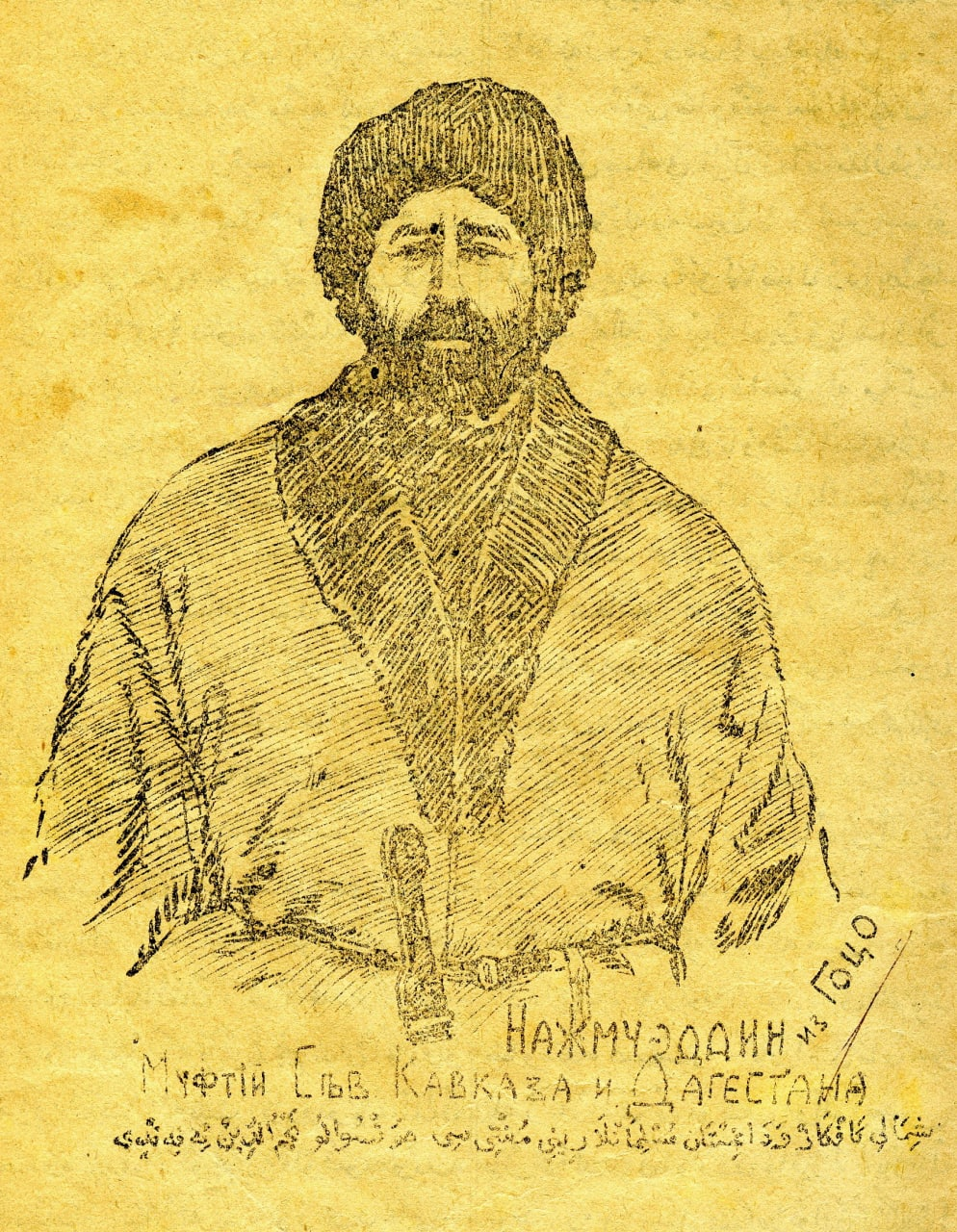
Nadschmuddin Gotsinskij, Mufti des Nordkaukasus und Dagestans

Auf dem Ersten Kongress der kaukasischen Bergvölker, der im Mai 1917 in Wladikawkas stattfand, wurde das Amt eines kaukasischen Muftis geschaffen, der auch für die Muslime in Dagestan zuständig sein sollte. Zum ersten Amtsträger wurde Nadschmuddin Gotsinskij gewählt, ein bekannter politischer und religiöser Anführer, der dem Sufismus nahestand. Im Jahr 1918 wurde die sogenannte Bergrepublik gegründet, doch blieb ihre Autorität lediglich nominell – im Gegensatz zur Macht von Mufti Gotsinskii, der in dieser Regierung das Oberhaupt der Scharia-Angelegenheiten wurde. Um seinen Einfluss auszugleichen, wählte der Dritte Kongress der kaukasischen Bergvölker im Januar 1918 den darginischen GelehrtenʿAlī Haddschi Akuschinskij zum Schaich al-Islām von Dagestan. Er war auch ein Sufi-Scheich mit 500 bis 700 Murīden. Akuschinskijs Stellvertreter ʿAbd al-Basīr-Hāddschi Mustafaev, veröffentlichte im Jahre 1918 später eine Verordnung zum Aufbau eines vierstufigen islamischen Bildungswesens, das von den Maktab-Koranschulen und Madrasas in den Dörfern Dagestans bis hin zu einer nationalen islamischen Universität in Temir-Khan-Schura nach dem Vorbild der Azhar in Kairo reichen sollte. Allerdings verhinderte der folgende Bürgerkrieg die Realisierung dieses Vorhabens. Nach Zerfall der Bergrepublik Ende 1918 / Anfang 1919 bestand in Dagestan die „Republik Ter-Dagestan“ unter Gotsinskis Führung fort.

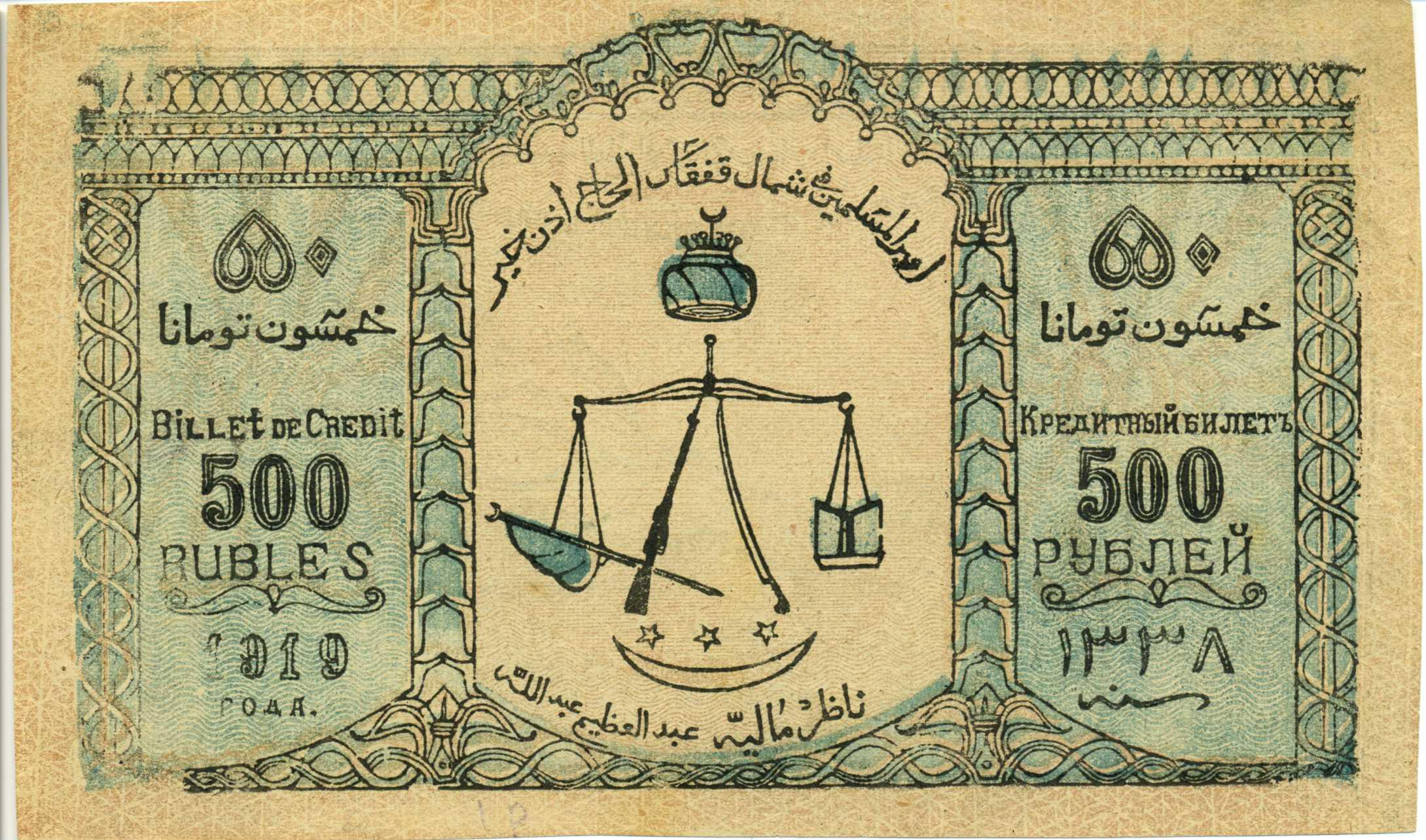
Banknote des Nordkaukasischen Emirats

Die Bolschewiken gelangten in Dagestan erst durch lange blutige Kämpfe gegen zahlreiche lokale und internationale politische Gegner an die Macht. Unter denjenigen, die sich weigerten, die die Legitimität der bolschewikischen Regierung ablehnten, war der Scheich Uzun-Haddschi aus dem awarischen Dorf Salta. Er rief 1918 zusammen mit Nadschmuddin Gotsinskij das anti-sowjetische Nordkaukasische Emirat aus, das aber 1919 durch die Bolschewiken besiegt wurde. Schon vorher hatten sich viele islamische Gelehrte auf ihre Seite gestellt, so der beliebte dagestanische Sufi-Scheich Saifallah-Qadi Bashlarov (1853–1919), der 1918 Leiter des Büros für religiöse und Scharia-Angelegenheiten des Militärischen Revolutionskomitees der Provinz Dagestan (Dagrevkom) wurde, und Abu Sufyan Akaev (1872–1931), ein berühmter Madrasa-Lehrer aus dem Dorf Nischneje Kasanischtsche, der in der Pressestelle des Komitees arbeitete. Er übersetzte 1920 auch Die Internationale in die kumykische Sprache. Der erfolgreiche Aufbau der Sowjetherrschaft in den Jahren 1920–1921 wurde außerdem von dem erwähnten Mufti Akuschnskij (gest. 1930) unterstützt, dessen Partisaneneinheiten der Roten Armee militärische Unterstützung leisteten. Die pro-sowjetischen Gelehrten bemühten sich darum, die Maßnahmen der Bolschewiken mithilfe islamischer Rhetorik zu rechtfertigen. Grund für die überwiegend positive Reaktion der dagestanischen Gelehrten auf die Errichtung der bolschwekischen Herrschaft waren die liberale Haltung der sowjetischen Regierung gegenüber dem Islam und die staatliche Anerkennung der Scharia.
Am 23. Januar 1918 verabschiedete der Rat der Volkskommissare der RSFSR in Moskau die bekannte Verordnung „Über die Trennung von Kirche und Staat sowie von Schule und Kirche“. Allerdings verkündete noch im selben Jahr das Revolutionskomitee von Dagestan in seinem Anspruch als sowjetische Regionalregierung, dass man weder die Grundlagen der Scharia noch die Sitten und Gebräuche Dagestans antasten wolle, sondern im Gegenteil die Absicht habe, umgehend ein zentrales Scharia-Gericht für ganz Dagestan zu etablieren. Am 26. April 1920 wurde im Justizministerium des Militärischen Revolutionskomitees von Dagestan ein provisorisches Scharia-Büro eingerichtet. Am 24. Juni 1920 beschloss das Revolutionskomitee eine Verordnung zu den Scharia-Gerichten, der zufolge diese Gerichte in den Dörfern die Aufgaben der vormaligen „mündlichen“ Adat-Scharia-Gerichte übernehmen sollten. Die dörflichen Scharia-Gerichte waren unter anderem für Scheidungsangelegenheiten bis zu einer Summe von 100 Rubel zuständig. Darüber hinaus befassten sie sich gemäß dem Adat mit geringfügigen Staaten sowie Feldfrevel ebenfalls bis zu einer Schadenssumme von 100 Rubel. Gegen die Urteile der Dorfgerichte konnte an elf regionalen Scharia-Gerichten Einspruch eingelegt werden. Die Administration der islamischen Gerichte oblag dem Scharia-Referat des Volkskommissariats für Justiz in Machatschkala. Die Regierung überwachte die Arbeit der islamischen Gerichte über regionale Untersuchungskommissionen. Bezahlt wurde die islamische Justiz anfänglich aus der Staatskasse.
Zwar litten die nordkaukasischen Städte mit ihren Moscheen und Schulen während des Bürgerkriegs sehr stark, doch waren die islamischen Dorfschulen weiter in Betrieb und kopierten in dieser Zeit zahlreiche arabische Handschriften.

#### Islamisches Gerichts- und Schulwesen in frühsowjetischer Zeit
Josef Stalin unterstützte den pro-islamischen Kurs der Bolschewiken und stellte sich im November 1920 auf der außerordentlichen Versammlung der Völker Dagestans anlässlich der Gründung der Dagestanischen Autonomen Sozialistischen Sowjetrepublik (DASSR) gegen Gerüchte, dass die Sowjetmacht die Scharia verbieten wolle. Akuschinskij wurde 1921 zur Belohnung für seine Unterstützung der Roten Armee während des Bürgerkriegs zum Leiter des Justizreferats mit Vollmachten eines Stellvertreters des dagestanischen Justizministers ernannt. Er war damit gleichzeitig Oberhaupt der gesamten Scharia-Rechtsprechung in der Republik.
Im November 1921 beschloss eine Parteikonferenz, die Verordnung des Rates der Volkskommissare der RSFSR aus dem Jahr 1918 nur schrittweise umzusetzen, und der dagestanische Rat der Volkskommissare wurde mit der Ausarbeitung einer gemäßigteren dagestanischen Variante dieser Verordnung beauftragt. Artikel 7 der am 5. Dezember 1921 angenommenen Verfassung der Autonomen Sozialistischen Sowjetrepublik Dagestan, der dem Artikel 13 der Verfassung der RSFSR nachempfunden war, lautete: „Um allen Werktätigen wirkliche Religionsfreiheit zu gewährleisten, sind Kirche und Staat sowie Schule und Kirche getrennt. Allen Bürgern ist die Freiheit der Verbreitung religiöser und antireligiöser Propaganda garantiert.“ In Anerkennung der Bedeutung des Islams für die einheimische Bevölkerung erklärte das dagestanische Präsidium der All-Russischen Kommunistischen Partei am 9. Juli 1924 offiziell die Tage des Qurban-Bayram und des Oruza-Bayram offiziell zu Nationalfeiertagen. Bis zum Jahre 1926 boten auch die sowjetischen Schulen Koranunterricht an.
Nur wenige Scheiche des Naqshbandiyya-Chālidīya-Ordens widersetzten sich der sowjetischen Herrschaft. Im Jahr 1921 organisierte Gotsinskij, der diesem Zweig der Naqschbandīya sehr nahe stand, den letzten Aufstand gegen die Sowjetherrschaft unter den Awaren. Er führte noch einige Jahre lang einen Guerillakrieg in den Bergen Norddagestans und Tschetscheniens fort, bis er 1925 von der Geheimpolizei der OGPU verhaftet und hingerichtet wurde. Die Mehrheit der ʿUlamā' und Sufis blieb dagegen der sowjetischen Regierung treu. Die Mehrheit der Madrasa-Lehrer und Fiqh-Gelehrten war der Sowjetmacht gegenüber loyal eingestellt. 100 ʿUlamā' unterschrieben am 12. Februar 1925 einen arabischsprachigen Aufruf an alle Gelehrten, Scheiche und Angestellten islamischer Einrichtungen mit der Bitte, sich der Gründung von Volksschulen durch die Sowjetregierung nicht entgegenzustellen.
Am 30. Juli 1922 wurde die staatliche Finanzierung der islamischen Gerichtsbarkeit ausgesetzt und eine private Finanzierung über Waqf-Stiftungen und Anteile der Zakāt der jeweiligen muslimischen Gemeinden eingeführt. Die finanzielle Lage der Madrasa-Lehrer und -Schüler und der Qādīs verschlechterte sich dadurch erheblich. Dennoch blieb die islamische Infrastruktur Dagestans mit ihren Moscheen, Madrasas und Waqf-Stiftungen in der ersten Hälfte der 1920er Jahre weitgehend intakt. Im Jahre 1925 existierten in Dagestan rund 500 Schulen des Madrasa-Typs und 766 des Maktab-Typs, 1929 wurden in Dagestan rund 2000 Moscheen und 323 islamische Schulen gezählt. Als Lehrmaterial in den Schulen dienten Broschüren, die in der Islamischen Druckerei Mavraev gedruckt worden waren. Die Lehre des islamischen Rechts orientierte sich überwiegend am schafiitischen Madhhab. Eine Ausnahme bildeten lediglich die hanafitischen Karanogay-Gebiete, die der Republik erst 1921 angeschlossen worden waren, und die Schulen der schiitischen Moscheegemeinden in den Städten Derbent, Buinaksk, Kisljar, Chassawjurt und dem Dorf Miskindzha. Unterrichtssprache war Hocharabisch. In dieser Sprache wurden üblicherweise auch die zeitgenössischen Probleme diskutiert. Eine Ausnahme bildeten lediglich die schiitischen Schulen und Hochschulen, wo Persisch und manchmal auch Aserbaidschanisch verwendet wurde, weil der Unterrichtskanon hier vor allem Schulbücher aus Aserbaidschan und Iran umfasste.
Im Jahre 1928 gab es in Dagestan 600 Qādīs, 2.000 Mullahs, 2.000 ʿĀlims und 17 Sufi-Scheiche. Zwischen 1925 und 1928 veröffentlichte Abu Sufyan Akaev die arabische Zeitschrift Bayān al-ḥaqāʾq in Buinaksk. Sie sollte das offizielle Organ aller dagestanischen Gelehrten und Madrasa-Lehrer werden. Zu den Fragen, die zu jener Zeit besonders unter den dagestanischen Gelehrten debattiert wurden, gehörten das mehrfache Freitagsgebet nach der Chutba, übermäßig hohe Brautgabeforderungen und der Rechtsmissbrauch an dörflichen Scharia-Gerichten.

#### Die Zerschlagung islamischer Institutionen im Zuge von Kollektivierung und Kulturrevolution
Am 23. Februar 1926 veröffentlichten dann das Zentralkomitee der KP-Dagestan und der Rat der Volkskommissare eine gemeinsame Gesetzesverordnung zur Konfiszierung des Eigentums islamischer Waqf-Stiftungen. Bis November 1927 beschlagnahmte das OGPU im Rahmen dieser Politik insgesamt 212.707 Rubel, 6958 Desjatinen Land, 42 Mühlen, 88 Häuser und fünf Madrasas. Das ehemalige Stiftungseigentum wurde unter den Arbeitern der Kolchosen und Sowchosen verteilt, in den meisten Fällen ohne jeden offiziellen Aktenvermerk und ohne Beurkundung.
Die Aktivität der Moscheeschulen wurde dadurch weiter eingeschränkt, dass man ab Oktober 1926 für den Unterricht des Korans, der arabischen Sprache oder der islamischen Wissenschaften eine offizielle staatliche Registrierung benötigte und Kindern bis zur Vollendung des zwölften Lebensjahres jede Art von Religionsunterricht verboten wurde. Mit der Gesetzesverordnung zur Realisierung der muttersprachlichen Rechte vom 28. Juni 1928 begann die vollständige Umstellung des Schulwesens, der Behörden und der Presse von der arabischen auf die lateinische Schrift, was die Weitergabe islamischen Wissens ernsthaft behinderte. Das änderte sich auch nicht dadurch, dass 1938 die lateinische durch die Kyrillische Schrift ersetzt wurde.
Am 18. April 1927 wurden außerdem alle islamischen Gerichte offiziell abgeschafft. Die Auflösung des Scharia-Referats des dagestanischen Justizkommissariats folgte am 1. Oktober 1927. Ihre Aufgaben wurden den Exekutivkomitees der Dorfräte, die 1920 bis 1922 gegründet worden waren, übertragen.
Im Oktober 1927 nahm der Bund der Gottlosen Eiferer (SVB) seine Arbeit in Dagestan auf und trat mit atheistischer Propaganda hervor. Von Januar 1928 bis Januar 1930 stieg die Zahl der Mitglieder in Dagestan von 57 auf 24.000. In der gesamten Republik gründeten die militanten Atheisten 617 Zellen in 24 Regionen. Der SVB organisierte regelmäßig Protestaktionen gegen das islamische Fasten und agitierte dagegen, dass Kinder aus Kolchosen an islamische Schulen geschickt wurden. Teilweise wurden muslimische Gläubige und ʿUlamā' gezwungen, dem SVB beizutreten. Wenn sie sich weigerten, wurden sie als „ausbeuterische Elemente“ denunziert, was zur Folge hatte, dass ihnen das Wahlrecht entzogen wurde und ihre Familien schweren Repressalien ausgesetzt waren.

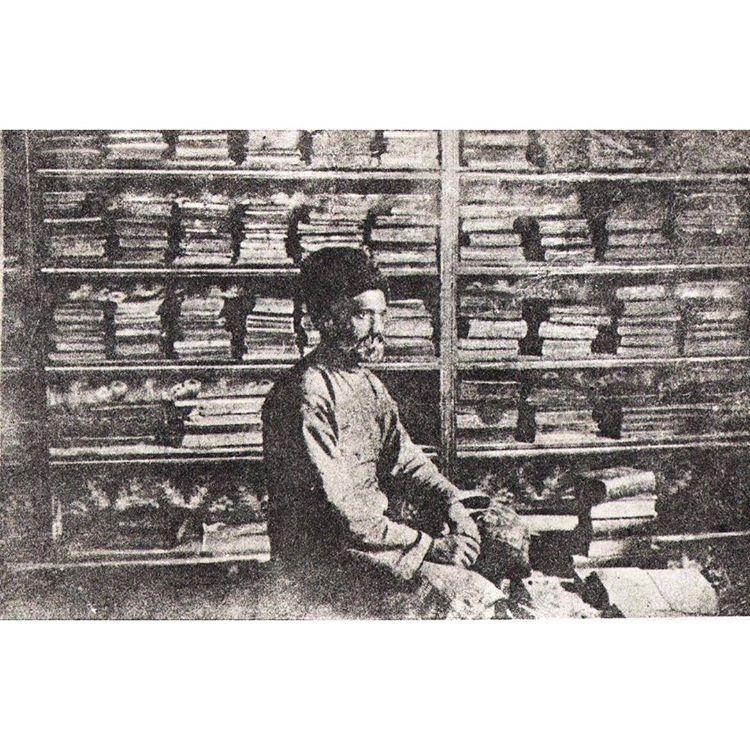
Der kumykische Islam-Gelehrte Abū Sufyān Akaev

Das Sowjetregime strebte nun nach der physischen Vernichtung der traditionellen muslimischen Elite in den Dörfern der Kolchosen. 1928 wurden mehr als 800 Madrasa-Lehrer, Mullahs und Qādīs in GULAG-Zwangsarbeiterlager deportiert. Unter ihnen befand sich auch Abū Sufyān Akaev. Er wurde verhaftet, des „Panturkismus und Panislamismus“ angeklagt und von einem Geheimpolizeikomitee der OGPU zu zehn Jahren Lagerhaft verurteilt. Im September 1931 verstarb er in einem Konzentrationslager in der Gegend von Perm. Seine umfangreiche Bibliothek wurde vollständig vernichtet. Im April 1929 leitete die Dagestan-Abteilung der Geheimpolizei OGPU auch ein Verfahren gegen ʿAlī Haddschi Akuschinskij ein, woraufhin er, seine Familie sowie 62 ʿUlamā' aus dem Bezirk Akuscha verhaftet wurden. 29 von ihnen wurden hingerichtet, 27 zu Internierungslagern in Nordrussland verurteilt und sechs für 5-10 Jahre nach Kaluga und Orjol verbannt.
Nach dem Dekret „Über religiöse Organisationen“, das am 8. April 1929 vom Präsidium des Allrussischen Zentralen Exekutivkomitees und des Rates der Volkskommissare (SNK) der Russischen Föderation verabschiedet wurde, mussten sich alle religiösen Organisationen, Gruppen und Schulen registrieren lassen. Für die Registrierung und zur besseren Kontrolle der Aktivitäten religiöser Organisationen wurde in Dagestan am 9. Juli 1931 vom Präsidium des Zentralen Exekutivkomitees eine republikanische Kommission für religiöse Angelegenheiten eingerichtet. Die Registrierung bereitete letztendlich die Vernichtung dieser Organisationen vor. Nach dem sogenannten Antireligiösen Fünf-Jahres-Plan des KP-Zentralkomitees vom 15. Mai 1932 mussten die örtlichen sowjetischen Behörden bis zum 1. Mai 1937 sämtliche Kultstätten in Dagestan (Moscheen, Kirchen, Synagogen, Gebetshäuser mit religiösen Symbolen) beseitigen. Bis zum 1. Januar 1936 wurden 915 Moscheen geschlossen: 267 davon wurden in Schulen und Vereine umgewandelt, 239 dienten als Kolchoslager und 409 wurden überhaupt nicht genutzt. Aufgrund der Repressionen gaben viele Qādīs und Imame ihren Beruf auf. Um die Mitte der 1930er Jahre gab es in zehn Bezirken Dagestans keinen praktizierenden islamischen Juristen mehr. Zum Teil führte dies dazu, dass nun Frauen die islamischen Gemeinden leiteten.
Konsequenterweise wurde die Kommission für religiöse Kultangelegenheiten im Jahr 1938 aufgelöst und seine Funktionen wurden dem Obersten Sowjet der Republik übertragen. Bis Mitte 1941 wurden alle islamischen Einrichtungen geschlossen.

#### Offizielle Anerkennung des Islams und Nachkriegszeit
In den 1940er Jahren mäßigte die Sowjetunion ihre aggressive atheistische Politik deutlich und erkannte den Islam offiziell an. Der Bund der Gottlosen Eiferer wurde schon 1941 aufgelöst. Nach dem Vorbild der zaristischen Religionspolitik wurden zwischen 1943 und 1944 vier Geistliche Verwaltungen für die Muslime eingerichtet. Eine davon war die „Geistliche Verwaltung der Muslime des Nordkaukasus“ (Duchownoje uprawlenije Musulman Sewernowo Kawkasa; DUMSK) mit Verwaltungssitz in Buinaksk. Ihre Organisation und Kompetenzen wurden im Mai 1944 auf einem Kongress von Delegierten der muslimischen Gemeinden aller nordkaukasischen Republiken und Oblaste, der in Buinaksk stattfand, festgelegt. Außerdem gründete der Rat der Volkskommissare der Sowjetunion am 19. Mai 1944 einen „Rat für Angelegenheiten religiöser Kulte“ (Sovjet po delam religioznych kul’tow, SDRK), der die Aufgabe hatte, alle religiösen Gebäude in der Sowjetunion zu registrieren.
Am 26. Mai 1945 durfte als erstes islamisches Gotteshaus die historische Freitagsmoschee von Derbent wieder ihre Pforten öffnen, und bis zum 1. Mai 1951 wurden in Dagestan weitere 25 Moscheen wiedereröffnet. Nach dem Dekret „Zur Regelung der Eröffnung von Gebetshäusern religiöser Kulte“, das der Rat der Volkskommissare der Sowjetunion im Juli 1944 verabschiedet hatte, waren der religiösen Selbstorganisation allerdings sehr enge Grenzen gesetzt: Religiöse Organisationen durften kein Eigentumsrecht an religiösen Gebäuden erwerben, und es war ihnen verboten, in diesen Gebäuden Bildungs-, Produktions- oder sonstige Aktivitäten durchzuführen. Registrierte Gemeinden waren aber immerhin befugt, freiwillige Spenden von den Gläubigen zu sammeln und Verträge abzuschließen. Zudem durften sie „Personen zur Durchführung religiöser Riten“ wie Muezzine, Imame und Qādīs beschäftigen.

#### Repressionen und islamisches Leben während der Tauwetterperiode
Mit der Regierungszeit Nikita Chruschtschows begann Ende der 1950er und Anfang der 1960er Jahre eine neue Zeit staatlicher Repression gegen den Islam. Die Verschlechterung der Allgemeinsituation zeigte sich in Dagestan vor allem darin, dass die Registrierung neuer Moscheen auf Eis gelegt wurde. Ungeachtet aller Verbote wurden aber Jungen weiterhin nach islamischer Tradition beschnitten, das Fasten und die islamischen Feiertage eingehalten und Ziyāra-Pilgerfahrten zu lokalen Heiligtümern unternommen. Gegen viele Vorsitzende von Kolchosen oder lokalen Ratsversammlungen wurden in dieser Zeit Strafverfahren eröffnet, weil sie eine Islamische Ehe geschlossen, ihre Kinder zur Beschneidung gegeben oder in die Koranschule geschickt hatten, regelmäßig die Moschee und die Ziyāra-Orte besuchten oder nichts gegen die Öffnung neuer Gebetshäuser unternommen hatten. Ziyāra-Pilgerfahrten zu heiligen Stätten im Bergland von Dagestan erhielten eine besondere Bedeutung, weil der Haddsch nicht möglich war.
Ende 1964 übermittelte der Vorsitzende des dagestanischen Ministerrats dem SDRK-Vorsitzenden einen Bericht, in dem behauptet wurde, dass in Dagestan 70 „heilige Stätten“ illegal eröffnet worden seien und dass etwa 40 Moscheen ohne offizielle Registrierung betrieben würden, während nur 28 offiziell registriert seien. Unter Bezugnahme auf verbotene Koran- und Moscheeschulen beschuldigte der Autor des Berichts die Geistlichen, „religiöse Agitation und Propaganda unter Frauen, jungen Menschen und sogar Kindern“ zu betreiben. Die Schwierigkeiten, die die sowjetischen Behörden bei der Durchsetzung ihrer antireligiösen Politik hatten, kommen auch in einem Buch mit dem Titel „Aktuelle Probleme der Kritik am Islam und seiner Überwindung“ zum Ausdruck, das 1975 in Machatschkala erschien. Hier wird konstatiert: „Die Überreste des Islams in Dagestan haben noch eine beträchtliche Verbreitung und sind vor allem in den Sphären der Sitten und Bräuche und des alltäglichen Bewusstseins verwurzelt, d.h. in den untersten Sphären des gesellschaftlichen Bewusstseins und Alltags, die sich gewissermaßen als Aufenthaltsort für Überreste der Vergangenheit erweisen.“ Der Islam blieb auch ein wichtiges Element der dagestanischen Identität, selbst in Städten, in denen islamische Rituale praktisch nicht praktiziert wurden.
Außerdem entwickelte sich im Laufe der 1960er und 1970er Jahre in den Kolchosen des Zentral- und Nordkaukasus ein illegales Bildungsnetzwerk islamischer Rechtsgelehrsamkeit. Die hier verwendeten Lehrbücher waren vor der Revolution und in der frühen Sowjetzeit gedruckt worden, und auch handschriftliche Kopien dieser Bücher waren im Umlauf. Ende der 1970er Jahre tauchten illegale Unterrichtsgruppen auch in den neuen Siedlungen der Küstenregionen Dagestans auf. Die sowjetischen Machthaber bekämpften die illegalen Scharia-Schulen und stützten sich dabei auf den Mufti des DUMSK, der den inoffiziellen Mullahs vorwarf, selbst gegen das Scharia-Recht zu verstoßen. Die illegalen Madrasa-Lehrer und Mullahs wehrten sich, indem sie den registrierten Gelehrten und Funktionären des Muftiats Ignoranz, Sündhaftigkeit und Verfälschung der islamischen Lehre vorwarfen. 1986 wurden in Nord-Dagestan illegale muslimische Gemeinden mithilfe der Polizei und des KGB unter dem Vorwurf aufgelöst, mit ausländischen islamistischen Extremisten in Kontakt zu stehen.
Von den 1950er bis in die 1970er Jahre wurden mehr als 200.000 Muslime aus den awarisch-darginischen Hochgebirgsregionen, wo es nur ungenügendes und ertragsarmes Land gab, in die Terek-Sulak-Tiefebene umgesiedelt. Der erste Aufschwung des Volksislams fand in den 1970er und Anfang der 1980er Jahre in den Dorfgemeinden dieser umgesiedelten Bergbewohner statt. Sie brachten die alten islamischen Bräuche und Rituale ihrer Vorfahren mit sowie die Ehrfurcht vor den heiligen Gräbern der Scheiche und angeblichen Nachkommen der Quraischiten mit. Nach und nach bildeten sich in den umgesiedelten Dörfern Gruppen junger Leute, die sich selbst als Murīden der heiligen Scheiche dieser Gemeinden bezeichneten. Die Behörden unterdrückten diese Murīden-Bewegung mit harten Maßnahmen und warfen ihre Aktivisten in Gefängnisse und Lager für politische Gefangene. Die Sufis konnten jedoch während der letzten drei Jahrzehnte der Sowjetära so etwas wie „Parallelgemeinschaften“ mit einer florierenden „linken“ Parallelökonomie aufzubauen, die so wenig Kontakt wie möglich mit dem sowjetischen Staat und der sowjetischen Gesellschaft und Wirtschaft unterhielt.
Ende der 1970er oder Anfang der 1980er Jahre entstand im Untergrund im Dorf Perwomaisk im Rajon Chassawjurtowsk auch die erste wahhabitische Gruppe. Ihre Gründer waren Bagautdin Magomedow (geb. 1942) und sein Bruder Abas Kebedow (geb. 1953) aus dem awarischen Dorf Santlada im Rajon Tsumadinsk.

#### Die Auswirkungen der Liberalisierung unter Gorbatschow
Die Liberalisierung unter Gorbatschow in den Jahren 1985 bis 1991 löste in Dagestan eine islamische Wiederbelebung aus. Sie manifestierte sich unter anderem in der Rückkehr einiger Scharia-Normen im Zusammenhang mit dem Alltags- und Familienleben. Die Anzahl der Moscheen stieg von 27 auf 514, die Anzahl der Haddsch-Pilger von vier auf 1.2000, die Anzahl der Madrasa-Schulen von Null auf vier und die der Maktab-Schulen von Null auf 42. 1989 gründete Abdurashid Saidov in Moskau die Islamisch-Demokratische Partei Dagestans (Islamskaiia Demokraticheskaiia Partiia Dagestana). Im selben Jahr gründeten Bagautdin Magomedow und Abas Kebedow zusammen mit Ahmad-Qadi Akhtaev (gest. 1998) den nordkaukasischen Zweig der gesamtrussischen Islamischen Partei der Wiedergeburt. Verschiedene islamische Wohltätigkeitsorganisationen wie die International Islamic Relief Organization begannen in dieser Zeit, sich in Dagestan zu engagieren, und förderten das Wahhabitentum.

### Postsowjetische Zeit

#### Der Aufschwung des Islams
Der Zerfall der Sowjetunion brachte einen weiteren Aufschwung des Islams in der Gesellschaft mit sich. Durch das neue Unionsgesetz zur Gewissensfreiheit, das 1991 in dagestanisches Recht umgesetzt wurde, erhielten religiöse Gemeinschaften die Erlaubnis, ihre eigenen Schulen zu gründen, ein produzierendes Gewerbe zu eröffnen, religiöse Literatur zu vermarkten und missionarisch tätig zu werden. Ab 1991 stieg die Zahl der Moscheen und islamischen Gemeinden (Jama'at) in Dagestan rasch an, auf 1557 im Januar 1998. Auch danach war noch ein langsamer Anstieg zu verzeichnen, auf 1679 (davon 1091 Freitagsmoscheen) im April 2003 und auf 1786 (darunter 1107 Freitagsmoscheen) im Juli 2006. Darüber hinaus wurden in Dörfern und Städten in Nord- und Zentraldagestan mehrere Tausend wiederaufgebaute Gebetshäuser (kulʿa) eröffnet. Bis zum 1. März 2003 entstanden in Dagestan auch 20 schiitische Gemeinden mit acht Freitagsmoscheen und elf Stadtviertelmoscheen. Einige Berggemeinden entschieden sich bei der Auflösung ihrer Kolchosen, den wiederbegründeten Moscheen ihr früheres Waqf-Eigentum zurückzugeben.
1996 gingen 12.700 Dagestaner auf Haddsch, im Vergleich zu 345 Personen im Jahr 1991. Es wurden neue, kostengünstige Reisemöglichkeiten vom Nordkaukasus nach Saudi-Arabien geschaffen, und die meisten dagestanischen Haddsch-Pilger reisten in ex-sowjetischen Überlandbussen durch den Iran, den Irak, Syrien und Jordanien nach Mekka. Bis Mitte der 1990er Jahre erschienen in Machatschkala, Kisiljurt, Chassawjurt und Agwali ein Dutzend islamischer Zeitungen unterschiedlicher Ausrichtung in russischer und awarischer Sprache. 1997 waren drei islamische Parteien in Dagestan legal registriert. Auch das Sufitum erlebte einen Aufschwung: von 1990 bis 2006 stieg die Anzahl der Sufis von 20.000 auf 45.000 an.
Die Anhänger der Gülen-Bewegung richteten in den 1990er Jahren in Machatschkala, Derbent und im Dorf Buglen im Rajon Buinaksk türkische Schulen ein. Im Jahre 2004 gab es nach offiziellen Angaben 324 Maktab-Moscheeschulen, 141 Madrasas und 16 islamische Hochschulen in Dagestan. An den Maktab-Schulen liegt die Studienzeit bei zwei bis drei Jahren, an den Madrasas bei vier bis fünf Jahren und an den Hochschulen bei vier bis sieben Jahren. Jungen und junge Männer zwischen zwölf und 23 Jahren stellten das Hauptkontingent an den islamischen Bildungseinrichtungen dar. 2003 studierten in Dagestan mehr als 16.000 Personen an islamischen Bildungseinrichtungen. Hinzu kamen ca. 1.000-2.000 dagestanische Studenten an islamischen Bildungseinrichtungen im Nahen und Mittleren Osten.
Umfragen zeigten allerdings, dass oberflächliche Religiosität gegenüber echter Religiosität immer noch überwog und dass ein starker Zusammenhang zwischen der ethnischen Zugehörigkeit, dem Alter und der Region der Befragten einerseits und der Form und dem Grad ihrer Religiosität andererseits bestand. So hielten sich im Jahre 2002 nur 33 Prozent der sich selbst als Muslime bezeichnenden Muslime in ländlichen Regionen und 24 Prozent der Muslime in städtischen Gebieten an die wichtigsten islamischen Pflichten und Vorschriften. Der Grad der Religiosität war bei den über 50-Jährigen um 21 bis 23 Prozent höher als bei den Jüngeren. In seiner Bedeutung für die nationale Identität stand der Islam aber direkt hinter der Nationalsprache und -kultur.

#### Die Gründung der DUMD und das awarische Mahmūdīya-Netzwerk
Die Geistliche Verwaltung der Muslime des Nordkaukasus (DUMSK) zerfiel Anfang 1990 entlang der Republikgrenzen in mehrere unabhängige Zweige. Die dagestanische Geistliche Verwaltung zerfiel wiederum auf dem dritten Kongress der Muslime der Republik, der im Februar 1992 in Machatschkala stattfand, entlang der ethnischen Gruppen. In die gleiche Zeit fiel die Gründung der Geistlichen Verwaltung der Muslime Dagestans (Duchownoje uprawlenije Musulman Dagestana; DUMD). Sie wurde von einem der Führer der oppositionellen Awarischen Islamisch-Demokratischen Partei Dagestans, dem Rektor des Islamischen Instituts in Kisiljurt, S.-A. Darbischgadschijew geleitet.
Da die DUMD von den Awaren dominiert war, gründeten im selben Jahr Laken und Lesgier eigene Geistliche Verwaltungen. Im Zusammenhang mit ethnonationalen Bewegungen, die nach Autonomie innerhalb Dagestans strebten, entstanden fünf weitere Muftiate, allerdings wurde ihnen die Registrierung verweigert. Zwar ging der Wettbewerb mit islamischen Führern anderer Ethnien noch weiter, doch waren die ethnopolitischen Bewegungen 1994 erschöpft und die rivalisierenden „ethnischen“ Muftiate hörten auf zu existieren. Die Führung der DUMD übernahm ab September 1994 Saʿidmuhammad Hajji Abubakarov. Im Mai 1995 beschlossen der DUMD und der mit ihr verbundene ʿUlamā'-Rat, an allen Freitagsmoscheen Moscheeräte einzurichten, Bezirksräte der Geistlichen, bestehend aus den Imamen der Moscheeräte, und einen der DUMD angegliederten Obersten Rat der geistlichen Autoritäten zu gründen, der aus Vertretern der Bezirksräte der Geistlichen besteht.
Die DUMD wurde von Anfang an von Anhängern des awarischen Mahmūdīya-Scheichs Said Afandi al-Tschirkawi (Said-afandi Atsaev) kontrolliert. Al-Tschirkawi war in den 1990er und 2000er Jahren einer der einflussreichsten Sufi-Scheiche und hatte über 10.000 Murīden. Auch die meisten der zehn bis 16 islamischen Lehrinstitute, die in den 1990er Jahren in Dagestan entstanden, wurden von Schülern Said-Afandis besetzt, so zum Beispiel das nach dem Mahmūdīya-Großmeister Sayfallah Bashlarov (gest. 1919) benannte Institut in der Stadt Buinaksk, das von Said-Afandis Murīd Arslanali Gamzatov aus Paraul geleitet wurde. Gamzatov bildete hier Imame aus, die dann über die DUMD an die örtlichen Moscheen nicht nur in der von Kumyken besiedelten Region Buinaksk, sondern auch zu den Kumyken im Norden Dagestans und teilweise sogar in die lesgischen Gebiete im Süden geschickt wurden. Ebenso wichtig war, dass das Muftiat und mit ihm die Mahmūdīya und Said-Afandi die volle Kontrolle über die islamischen Zeitungen des Landes (Assalam, Nurul Islam, Islamskii vestnik) und die islamischen Radio- und Fernsehprogramme hatten. Said Afandi und seine Anhänger dominierten auch die „Islamische Partei Dagestans“ (Islamskaiia Partiia Dagestana), die 1994 an die Stelle der früheren Islamisch-Demokratischen Partei trat.
Das vollständige Monopol der Mahmūdīya auf offizielle religiöse Ressourcen führte bei vielen islamischen Gelehrten anderer Nationalitäten, deren Loyalität gegenüber der Regierung ansonsten nicht in Frage stand, zur Unzufriedenheit. Weit verbreitet blieb auch die Forderung, mehr Vertreter anderer Natinalitäten in die DUMD und in den Alim-Rat (Sovet Alimov) von Dagestan aufzunehmen, das Gremium islamischer Gelehrter, das den Mufti wählt. Said Efendi selbst veröffentlichte zwar Schriften und trat in den Medien auf, verzichtete jedoch darauf, offizielle Funktionen im expandierenden islamischen Institutionenestablishment anzunehmen, das er informell über die Scheich-Murīd-Beziehungen kontrollierte.

#### Das Erstarken der „Wahhabiten“ und die Konfrontation mit den Sufis

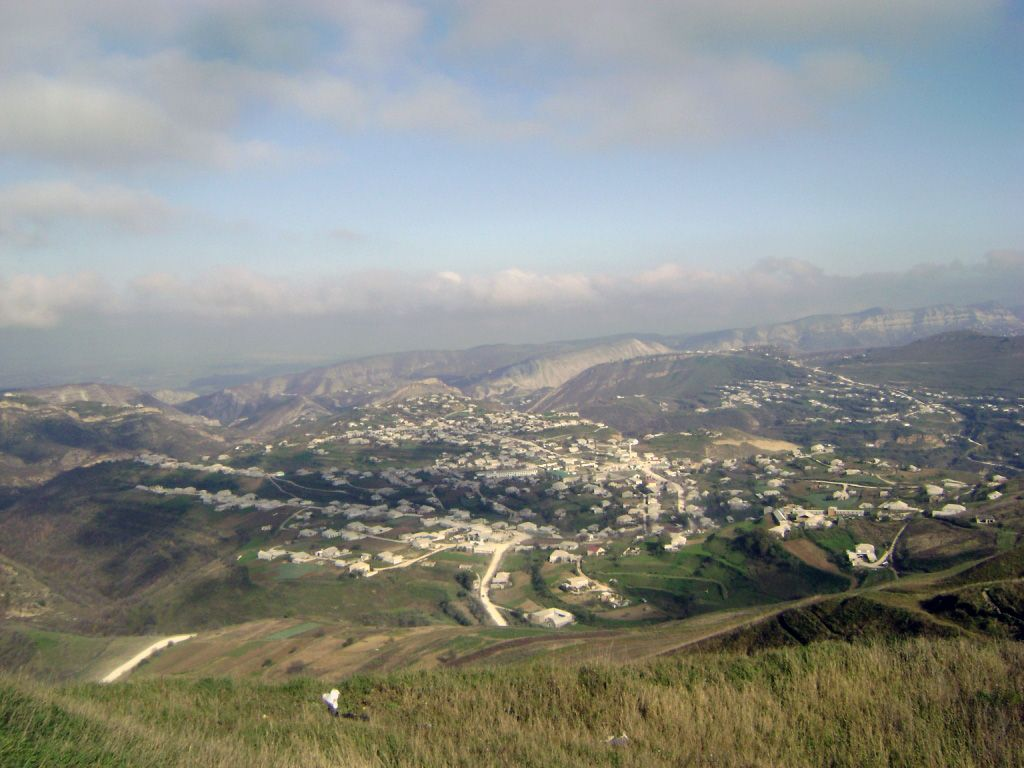
Karamachi

In den frühen 1990er Jahren gewann das sogenannte Wahhabitentum viele Anhänger in Dagestan. Bei diesen „Wahhabiten“ handelte es sich vor allem um junge, gebildete Menschen, die in den Jahren seit der Perestroika entweder im Nahen Osten oder in Dagestan bei Lehrern aus dem Nahen Osten oder deren Schülern religiöse Studien absolviert hatten. Das ideologische Zentrum der Bewegung befand sich in Kisiljurt. Bis 1998 war hier auch die „wahhabitische“ Madrasa al-Hikma in Betrieb. An ihr wurden von 1989 bis 1997 ungefähr 700 Schüler unterrichtet. Die Schulleitung hatte der Chwarschin Bagautdin Magomedov inne. Mitte der 1990er Jahre entstand ein weiteres radikales wahhabitisches Zentrum in der von Darginen bewohnten Region von Karamachi, bestehend aus den Aulen von Karamachi, Kadar und Schabanmachi im Rajon Buinaksk. Seine Anführer waren Mukhtar Ataev und Mahammad-Shafi Djangishev. Ein anderes wahhabitisches Zentrum entstand außerhalb Dagestans in Astrachan. Geleitet wurde es von dem Awaren Anguta Omarov aus Kvanada, der sich Ayub Astrachanskij nannte. Er war ein ehemaliger Schüler Magomedovs. Nach Daten des Dagestanischen Innenministeriums gab es um die Mitte der 1990er Jahre mehrere Dutzend wahhabitische Gemeinden mit insgesamt 3.850 Anhängern in Dagestan. 2031 davon waren Anhänger von Bagautdin Magomedov, 1377 folgten Ahmad-Qadi Akhtaev und 442 Ayub Astrachanskij.
Außerdem entstand eine größere Anzahl wahhabitischer Zeitschriften. Hierzu gehörten Put' Islama („Der Weg des Islams“) von Adallo Aliev und Ḫalīfa von Bagautdin Magomedov, die beide in Machatschkala erschienen, und ar-Rāya al-Islāmīya („Das islamische Banner“) von Murad Muhammad Jihad, das in dem Dorf Sogratl’ im Rajon Gunibsk publiziert wurde. Wahhabitische Gruppen, die Kontakte zu islamistischen Stiftungen im Ausland geknüpft hatten, druckten außerdem russische Übersetzungen von Werken Sayyid Qutbs, Muhammad Zinus und anderer moderner islamistischer Autoren. Magomedovs eigene Bücher enthielten Aufrufe zum gewaltsamen Dschihad gegen Nicht-Muslime, Tarīqa-Anhänger und die Regierung von Dagestan, die des Schirk beschuldigt wurde. Andere populäre Lehrbücher, die von Magomed Tagaev verfasst wurden, enthielten eine starke antirussische Botschaft und traten für die Schaffung einer „Islamischen Republik Dagestan und Tschetschenien“ innerhalb einer unabhängigen kaukasischen Föderation ein. Die meiste islamistische Literatur wurde von dem Verlag Santlada veröffentlicht, den Magomedov in dem Dorf Pervomaiskoe im Rajon Chassawjurt gegründet hatte.
Der erste Tschetschenienkrieg (1994–1996) gab vielen dagestanischen Freiwilligen Gelegenheit, ausländische „Wahhabiten“ und ihre Ideen kennenzulernen und sich von ihnen in Guerillataktiken ausbilden zu lassen. Nach dem Krieg ließen sie sich in den Bezirken von Kisiljurt, Chassawjurt und Buinaksk nieder und gründeten mehrere Organisationen wie Nahda und Jama'at al-Muslimin. Sie betrieben ein Fernsehstudio, ein Satellitenkommunikationszentrum und einen Verlag und durften zeitweise sogar offiziell eine islamische Partei registrieren lassen. Die Wahhabiten von Karamachi setzten eine islamische Ordnung durch mit Gebieten des Rechten und Verbieten des Verwerflichen. Diejenigen, die sich weigerten, ihren Regeln zu folgen, wurden aus der Dorfgemeinschaft ausgeschlossen. Wahhabitische Rekruten hielten sich strikt an die Vorschriften der Scharia und waren bereit, Gewalt anzuwenden, um andere daran zu hindern, diese Vorschriften zu verletzen. Magomedov rief auch zur Wiedereinführung des Muhtasib-Amtes auf, um sicherzustellen, dass Muslime nicht rauchten und keine Drogen nahmen.

#### Wahhabitische Dschihad-Aufrufe und das Wahhabiten-Verbot
Ab Mitte der 1990er Jahre verschlechterten sich die Beziehungen zwischen „Wahhabiten“ und Sufis. Ayub Astrachanskij erklärte Dagestan zum Dār al-Harb und rief zum Dschihad gegen Ungläubige und Polytheisten auf. Er und seine Anhänger bezichtigten lokale Muslime des Unglaubens, verurteilten das öffentlichen Feiern des Prophetengeburtstags, Ziyāra-Praktiken und die Verehrung islamischer Heiliger. Sie versuchten, heilige Stätten zu zerstören, was zu Auseinandersetzungen in Chassawjurt, Machatschkala und Dörfern in Norddagestan führte. Im März 1996 wurden in Kvanada „Wahhabiten“ schwer zusammengeschlagen und ihre Moschee zerstört. Es kam zu Kämpfen innerhalb der Dorfgemeinschaften, die sich auf die Ebene der Republik und später auch auf die regionale Ebene ausweiteten. Im Jahr 1997 erklärten sich die wahhabitischen Gemeinden von Karamachi zum „islamischen Territorium“; ihre Bewegung zog viele Tschetschenen an. Bagautdin Magomedov vollzog 1997 die Hidschra in das tschetschenische Urus-Martanowski rajon, wo er am 25. Januar 1998 in einem Manifest den Krieg gegen die existierende dagestanische Regierung verkündete. Anfang Juli 1998 kündigten drei Dörfer im Süden Dagestans ihre Absicht an, die Russische Verfassung auf ihrem Territorium zu annullieren, um die Scharia anzuwenden.
Die dagestanischen Wahhabiten erhielten bei ihrem Vorgehen Unterstützung von verschiedenen islamischen internationalen Organisationen. Khanbabaev beziffert ihre finanziellen Hilfeleistungen im Zeitraum von 1995 bis 2000 auf über zehn Million US-Dollar. Um sich zu finanzieren, griffen die wahhabitischen Gruppen aber auch auf kriminelle Praktiken wie Geiselnahmen und Banküberfälle zurück.
Als Reaktion startete die DUMD eine Kampagne, um die „Wahhabiten“ zu diskreditieren. Der Mufti Saʿidmuhammad Hajji Abubakarov an der Spitze der DUMD erklärte bei mehreren Gelegenheiten, dass ein Gläubiger, der einen Wahhabiten töte oder durch einen Wahhabiten getötet werde, ins Paradies eingehe. Er selbst kam am 7. August 1998 bei einem Autobombenanschlag ums Leben. Daraufhin reiste der russische Innenminister Sergei Stepaschin nach Machatschkala, um einen Vertrag zwischen den dagestanischen Behörden und der Karamachi-Jamaat auszuhandeln. Der Vertrag, der Mitte September 1998 unterzeichnet wurde, verpflichtete die Behörden, die „Wahhabiten“ nicht mehr zu bedrängen und sie in den Staatsmedien auch nicht mehr als solche zu bezeichnen. Die Wahhabiten mussten umgekehrt ihren Anspruch auf territoriale Souveränität aufgeben und die Verfassungen der Russischen Föderation und der Republik Dagestan anerkennen. Der Vertrag wurde allgemein als Sieg der Wahhabiten wahrgenommen. Im Rahmen des Kampfes gegen die Wahhabiten kamen sich auch die DUMD und die Regierung Dagestans näher, und die DUMD erhielt finanzielle Unterstützung von der Regierung. Im Oktober 1998 belief sich diese Unterstützung auf 250.000 Rubel aus dem Republikhaushalt.
Anfang August 1999 drang eine große Zahl tschetschenischer und anderer nicht-daghestanischer „Wahhabiten“ unter dem Kommando von Schamil Salmanowitsch Bassajew und Emir al-Chattab in die Dörfer Ansalta, Rakhata und Echeda im Rajon Tsumada im westlichen, gebirgigen Teil Dagestans ein, was den Zweiten Tschetschenienkrieg auslöste. Moskau reagierte prompt mit der Entsendung russischer Truppen, um die drei Dörfer zurückzuerobern. Bis zu ihrer Ankunft leistete die dagestanische Bevölkerung den Eindringlingen Widerstand, und es wurde eine awarische Miliz (opolchenie) gebildet, um sie zu bekämpfen. Nach zwei Wochen schwerer Kämpfe waren die Dörfer zurückerobert, und Bassajew und al-Chattab mussten sich zurückziehen. Nach Abschluss der Kämpfe reiste der kurz vorher ernannte russische Ministerpräsident Putin nach Machatschkala, wo er und der dagestanische Staatsratsvorsitzende Magomedali Magomedowitsch Magomedow beschlossen, auch die von den Wahhabiten besetzten Dörfer Karamachi, Kadar und Schabanmachi zu erobern. Der Angriff auf die drei Dörfer begann in der Nacht auf den 28. August und dauerte zwei Wochen, innerhalb derer sie vollständig zerstört wurden.
Am 16. September 1999, dem Tag, an dem die „Wahhabiten“ von Karamachi niedergeschlagen wurden, verabschiedete die Volksversammlung der Republik Dagestan das „Gesetz über das Verbot wahhabitischer und anderer extremistischer Aktivitäten auf dem Territorium der Republik Dagestan“. Das neue Gesetz verbot das „Wahhabitentum“ und erhob die DUMD zu einem „Staatsorgan zur Regelung der religiösen Angelegenheiten“. Die wahhabitischen Gemeinden wurden zerschlagen und ausländische religiöse und pädagogische Organisationen verboten. Diesem Verbot fielen 2000 auch die Schulen der Gülen-Bewegung zum Opfer. Bagautdin Magomedov tauchte unter. Er wird in der Türkei vermutet. Auch die Gemeinde von Ayub Astrachanskij löste sich auf.

#### Der Kampf gegen den Terrorismus und der anti-wahhabitische Diskurs des Muftiats

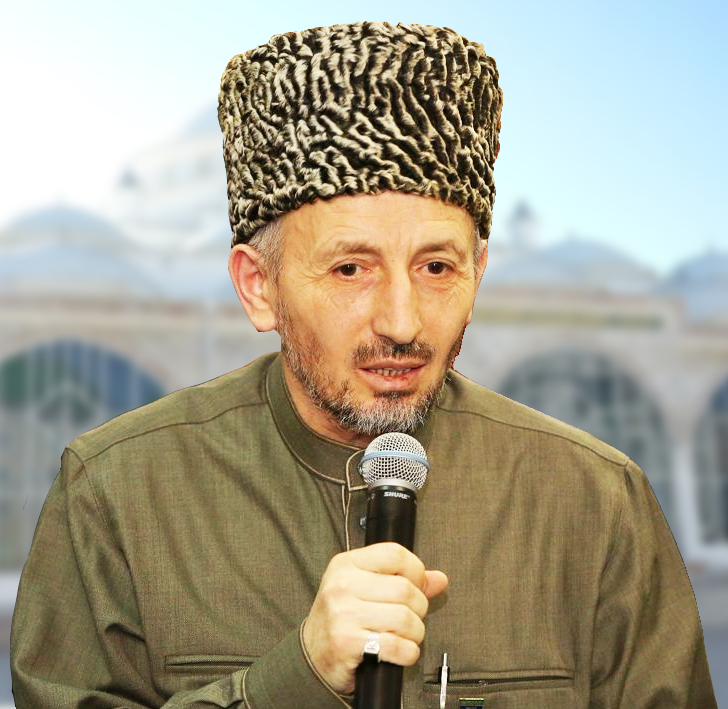
Der Mufti Achmad Magomedowitsch Abdulajew

Nach der Ermordung Abubakarovs übernahm Achmad Magomedowitsch Abdulajew  die Leitung der DUMD und das Muftiat, er ebenfalls Aware und Anhänger Said Afandis. Abdulajew wurde auch zum Rektor der 1999 in Machatschkala eröffneten Islamischen Universität Mukhammed ʿArip ernannt. 2002 beschloss der ʿUlamā'-Rat der DUMD, alle Imame ohne höhere Ausbildung durch Absolventen DUMD-kontrollierter Bildungsreinrichtungen zu ersetzen.
Die wahhabitische Ideologie blieb auch in den 2000er Jahren innerhalb der dagestanischen Bevölkerung sehr populär. Wahhabitische Extremisten gingen in den Untergrund und änderten ihre Taktik, um nun sporadische Terroranschläge gegen Vertreter von Strafverfolgungsbehörden, Regierungsbeamte und die einfache Bevölkerung durchzuführen. Besonders aktiv waren dabei die Dschamāʿat Scharīʿat unter der Führung von Rappani Chalilov, der sich als „Emir der Mudschahidin von Dagestan“ präsentierte, und die dschihadistische terroristische Organisation von Rasul Makasharipov. Chalilov und seine Gefährten versuchten, ihre terroristischen Aktivitäten auch auf Russland einschließlich Moskau auszuweiten. Ein weiterer wichtiger Ideologe war Muhammad Surchay. Er rief die Muslime zu einem bewaffneten Dschihad gegen die Regierungen von Russland und Dagestan auf und trat für die Bildung eines islamischen Staates zuerst im Nordkaukasus und später in ganz Russland ein. Zu salafistischen Gruppen gehörten auch das sogenannte Kaukasus-Emirat (Emirat Kavkaz) unter der Führung des tschetschenischen Untergrund-Islamisten Dokku Umarov. Er behauptete, nicht nur Autorität über die verbliebenen in Tschetschenien operierenden islamischen Zellen zu haben, sondern auch über die verschiedenen kaukasischen „Fronten“ und „Provinzen“ (Vilayats), darunter auch das Vilayat Dagestan.
Umgekehrt führten dagestanischen Spezialeinheiten und die Polizei langwierige Offensiven gegen die Dschihadisten und Wahhabiten durch. Allein 2005 liquidierten die Spezialeinheiten 27 dschihadistische Terroristen, darunter Makasharipov und Vertreter von al-Qaida in der Region. Infolge des entschlossenen Durchgreifens der Regierung verringerte sich die Anzahl der Wahhabiten in Dagestan auf knapp über 1000 Personen. Außerdem verstärkten die staatlichen Institutionen ihren anti-wahhabitischen Diskurs. Einer der lautstärksten Bekämpfer des „Wahhabitentums“ war der Mahmūdīya-Gelehrte Kuramukhammad Ramazanov, Vorsitzender der „kanonischen Abteilung“ (kanonicheskii otdel) des dagestanischen Muftiats, einem Organ zur Kontrolle islamischer Veröffentlichungen. Er stellte in seiner Broschüre „Vorsicht: Wahhabismus!“ (Ostorozhno Vakhkhabizm!) aus dem Jahr 2007 das „Wahhabitentum“ als Versuch dar, den Islam „von innen heraus“ zu zerstören, indem er „die wahre Bedeutung des Koran und der Hadithe verzerrt“. Um das Wahhabitentum zu delegitimieren, führte er darin eine lange Liste der „Verzerrungen“ auf, die die Wahhabiten dem Islam zugefügt hätten: Neben ihrer Ansicht, dass Allah Körperteile hat, wirft er ihnen vor, dass sie der Ansicht seien, Muslime dürften den Propheten Mohammed nicht anrufen, um für sie bei Gott Fürsprache (šafāʿa) einzulegen. Außerdem würden sie übermäßiges Lob des Propheten, wie es in den Ritualen der Sufis praktiziert wird, verbieten. Ramazanov verurteilte die Wahhabiten außerdem für ihre Ablehnung der sunnitischen Rechtsschulen und warf ihnen vor, den islamischen Konsens bei Fragen des Gebetsrituals zu verletzen.
Im Juli 2007 wurde Ramazanov durch eine Autobombe getötet. Nach seinem Tod wurde seine Rolle als Bekämpfer des „Wahhabitentums“ von Islam Makirdinovich Aiubov übernommen, der der ebenfalls eine antiwahhabitische Widerlegung verfasste. Gemeinsam ist den anti-wahhabitischen Veröffentlichungen, dass sie den Aufstieg des Wahhabitentums auf den Mangel an islamischen Kenntnissen in der breiten Bevölkerung zurückführen, was allerdings angesichts der Tatsache, dass viele der angeblichen „Wahhabiten“ an hochrangigen islamischen Instituten im Ausland studiert haben, wenig überzeugend wirkte. Am 27. Oktober 2011 wurde ein weiterer dagestanischer Sufi-Scheich des Naqschbandī-Ordens ermordet, Sirajuddin Irafilov Khuriksky, der zu den Tabassaranen gehörte.

#### Die Resolution von 2012 und die Ermordung Said Afandis
Im Jahre 2012 zeichnete sich ein bedeutender Wandel ab, als die DUMD mit dem Segen von Said-Afandi Verhandlungen mit islamischen Oppositionellen, insbesondere mit der salafistisch-schafiitischen Ahl-al-Sunna-Vereinigung, aufnahm, die etwa 60 bis 70 islamische Gelehrte verschiedener ethnischer Herkunft vertritt. Treffen im März und April 2012 mündeten in einer gemeinsamen „Resolution“, die vorsah, dass Muslime einander nicht beschimpfen und diffamieren sollten, islamische Missionsarbeit erlaubte und versprach, dass dagestanische Muslime nicht daran gehindert werden sollten, wenn sie zum Studium ins Ausland gehen wollten. Hintergedanke dieser Annäherung an die Ahl al-Sunna war wohl, dass letztere auf die radikaleren militanten Islamisten Einfluss nehmen und sie zur Friedfertigkeit bewegen sollten.
Die Rechnung ging jedoch nicht auf. Said Afandi al-Tschirkawi wurde am 28. August 2012 in seinem Haus in dem awarischen Dorf Chirkey in den dagestanischen Bergen ermordet; bei diesem Anschlag einer Selbstmordattentäterin kamen sechs weitere Menschen ums Leben. Die Täterin, eine junge Muslimin, stammte aus dem Lager der islamischen Untergrundzellen („Waldbrüder“) in Dagestan, die schon länger gewaltsamen Widerstand gegen die Behörden leisten. Allgemein wird angenommen, dass al-Tschirkawi wegen seiner scharfen Kritik an den „wahhabitischen“ Strömungen getötet wurde. Nach diesem Anschlag verlief der Dialog mit der Ahl-al-Sunna-Vereinigung im Sande.